# 香港人口
香港人口以華人為主，占香港總人口91.6%左右，現今的香港人主要為於1945年日本投降以後，由中國大陸以及世界各地的華人移民及其後代。

## 簡介
香港歷史源遠流長，舊石器時代已有百越族居住，其後被秦朝征服後方踏入信史的開端。
英國1841年於《南京條約》取得香港島後，英國再於1860年的《北京條約》及1898年的《展拓香港界址專條》分別取得九龍半島及租借新界99年。佔領香港後，英國把香港定位成中國與世界的轉口港。開埠早期的香港人主要來自廣東及福建。當時控制著東南亞經濟的福建人以香港為中心，與中國大陸經商以及提供資金作反清革命；同時，香港亦是廣東省與發達國家之間的華工以及非法移民中轉站。此外，香港亦有不少來自五口通商的城市(廣州、廈門、福州、寧波和上海)抵港的人口。
現今香港通婚、依親的新移民人口仍然主要來自廣東省，佔84%，當中有不少是逃港者的親屬，此外自由行、雙非嬰兒等人口往來亦主要源自廣東。改革開放後，由上海乃至中國各地抵港的人口快速地增長。
香港人主要由廣府民系、閩海民系和客家民系組成。各時期的香港與中國大陸、東南亞以及世界各地也有大量的人口往來。香港的回鄉養老計畫暫只包括廣東及福建省，所以有大量人口在廣東及福建省養老，廣東部分大都以逃港人口回鄉為主。此外亦有大量東南亞富豪以至由香港合法以及非法移居到歐美的中產甚至基層人士，亦經常往返香港、東南亞以及歐美。所以，擁有香港居留權的人比750多萬常住人口還多很多。

## 香港人口概況

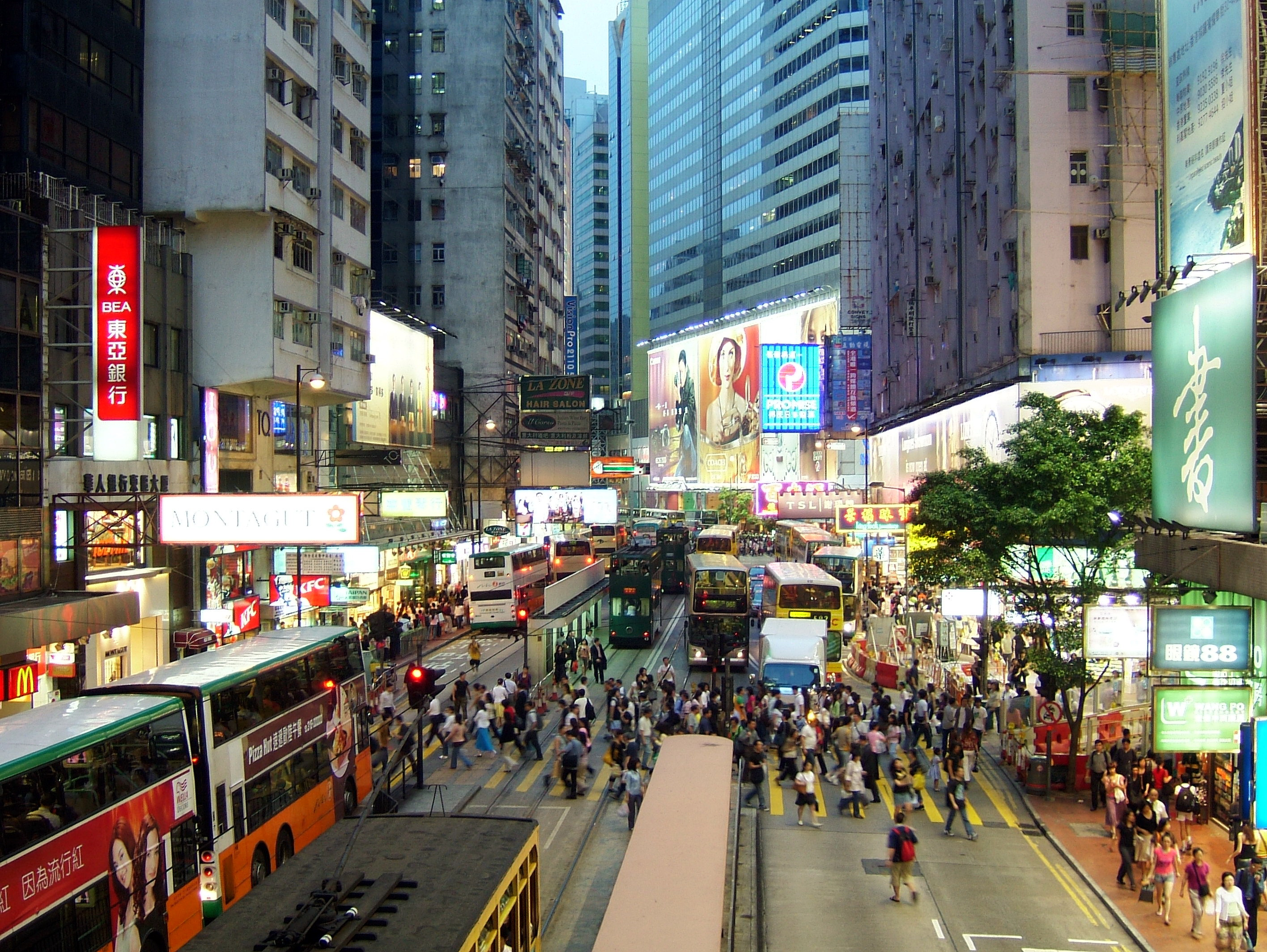
人來人往的香港街道（攝於2000年代中期的銅鑼灣怡和街）

2014年年中，香港人口7,241,700人，男性3,345,100人，女性3,896,600人。:10；與2013年年中人口7,187,500人比較，增加54,200人，增長率為0.8%。:10
2020年，香港人口7,474,200人，男性3,409,700人，女性4,064,500人。而且，四人家庭普遍祇能居住或擁有面積在400至1000平方英呎（約37.2至74.3平方公尺，12.3至30.7坪）的空間。
2021年人口普查結果顯示，2021年年中的居港人口數目為 7,413, 070人，其中7,334,652人為常住居民、78,418 人為流動居民。
2022年年中，根據政府統計處香港人口普查公布，香港人口總數為729.16万人，其中男性约332.96万，女性396.2万，比2021年的人口普查结果少了12.17万人。 在香港施行《香港國安法》後產生新的政治環境下，2022年中與2021年年中人口約748萬人相比，減少約12萬人，跌幅1.6%，移除了死亡人數與出生人數約2.5萬人的差額、以及1.83萬移入的單程證持有人後，仍然有9.5萬人淨移出香港。而增长率下降了1.6%。
2022年底， 根據2023年2月17日媒體引述統計處資料，香港人口的臨時數字733.32萬，按年跌0.9%、減少6.83萬人，當中包括自然減少2.95萬人及淨移出3.88萬人。
2024年年中，根據政府統計處發表的數字，香港人口總數為753.18万人，其中男性约342.47万，女性410.71万。
| 年份   | 年中人口  | 增長人數 | 增長率 | 性別比率＊ |
| 2001年 | 6,724,900 | 39,700   | 0.59%  | 956        |
| 2002年 | 6,736,000 | 12,000   | 0.16%  | 954        |
| 2003年 | 6,752,500 | 16,500   | 0.24%  | 945        |
| 2004年 | 6,795,100 | 42,600   | 0.63%  | 933        |
| 2005年 | 6,831,500 | 36,400   | 0.53%  | 925        |

＊性別比率指每千名女性對男性數目，少於一千代表女多於男
| 地區   | 1851年 | 1851年 | 1861年  | 1861年  | 1871年  | 1871年  | 1881年  | 1881年  | 1891年  | 1891年  | 1901年  | 1901年  |
| 地區   | 人數   | %      | 人數    | %       | 人數    | %       | 人數    | %       | 人數    | %       | 人數    | %       |
| ------ | ------ | ------ | ------- | ------- | ------- | ------- | ------- | ------- | ------- | ------- | ------- | ------- |
| 香港島 | 22,805 | 69.1   | 83,307  | 69.8    | 93,094  | 75.0    | 117,658 | 73.4    | 165,452 | 74.7    | 197,811 | 69.7    |
| 九龍   | 不適用 |        | 5,105   | 4.3     | 4,561   | 3.7     | 9,021   | 5.6     | 19,997  | 9.0     | 43,883  | 15.5    |
| 新界   | 不適用 |        | 不適用  |         | 不適用  |         | 不適用  |         | 不適用  |         | 不適用  |         |
| 水域   | 10,178 | 30.9   | 30,909  | 25.9    | 26,543  | 21.4    | 33,723  | 21.0    | 35,992  | 16.3    | 42,281  | 14.9    |
| 總計   | 32,983 | 32,983 | 119,321 | 119,321 | 124,198 | 124,198 | 160,402 | 160,402 | 221,441 | 221,441 | 283,975 | 283,975 |

| 地區   | 1911年  | 1911年  | 1921年  | 1921年  | 1931年  | 1931年  | 1961年    | 1961年    | 1971年    | 1971年    | 1981年    | 1981年    |
| 地區   | 人數    | %       | 人數    | %       | 人數    | %       | 人數      | %         | 人數      | %         | 人數      | %         |
| ------ | ------- | ------- | ------- | ------- | ------- | ------- | --------- | --------- | --------- | --------- | --------- | --------- |
| 香港島 | 244,323 | 53.5    | 347,401 | 55.6    | 409,203 | 48.7    | 1,004,875 | 32.1      | 996,183   | 25.3      | 1,183,621 | 23.7      |
| 九龍   | 69,391  | 15.2    | 123,448 | 19.7    | 263,020 | 31.3    | 1,578,026 | 50.4      | 2,194,853 | 55.8      | 2,450,187 | 49.1      |
| 新界   | 81,227  | 17.8    | 83,163  | 13.3    | 98,157  | 11.7    | 409,945   | 13.1      | 665,700   | 16.9      | 1,303,005 | 26.1      |
| 水域   | 61,798  | 13.5    | 71,154  | 11.4    | 70,093  | 8.3     | 136,802   | 4.4       | 79,894    | 2.0       | 49,747    | 1.0       |
| 總計   | 456,739 | 456,739 | 625,166 | 625,166 | 840,473 | 840,473 | 3,129,648 | 3,129,648 | 3,936,630 | 3,936,630 | 4,986,560 | 4,986,560 |

| 地區   | 1991年    | 1991年    | 2001年    | 2001年    | 2011年    | 2011年    | 2021年    | 2021年    |
| 地區   | 人數      | %         | 人數      | %         | 人數      | %         | 人數      | %         |
| ------ | --------- | --------- | --------- | --------- | --------- | --------- | --------- | --------- |
| 香港島 | 1,250,993 | 22.0      | 1,335,469 | 19.9      | 1,270,876 | 18.0      | 1,195,529 | 16.1      |
| 九龍   | 2,030,683 | 35.8      | 2,023,979 | 30.1      | 2,108,419 | 29.8      | 2,232,339 | 30.1      |
| 新界   | 2,374,818 | 41.9      | 3,343,046 | 49.8      | 3,691,093 | 52.2      | 3,984,077 | 53.7      |
| 水域   | 17,620    | 0.3       | 5,895     | <0.1      | 1,188     | <0.1      | 1,195     | <0.1      |
| 總計   | 5,674,114 | 5,674,114 | 6,708,389 | 6,708,389 | 7,071,576 | 7,071,576 | 7,413,070 | 7,413,070 |

## 分區民系人口及經濟

### 區議會選區人口收入中位數分析、人口遷移史

#### 區議會選區收入以及民系分佈
區議會選區家庭住戶收入中位數不包括外傭在內，而香港職業收入中位數則包括外傭和大量的一週只工作不足20小時的人口(特別是女性)。
本表是香港特別行政區2011及2006年按區議會分區劃分的家庭住戶每月收入中位數
。
| 區名     | 主要族群                                                         | 語文數據、族群及遷移史(廣州話以外最大族群) |
| 灣仔區   | 閩南、廣府                                                       | 灣仔區是全港人口最少的地區，與離島區人口相約。語文數據中廣府人以外最大族群為閩南人，其次為吳越人，灣仔市區亦有不少廣府人以及各省籍人口。港島四區同時亦是英語人口最多的四區之一，超過2萬人。此區人口非常少，只有15萬，人口亦只有第二少的中西區人口的一半多些。因為人口少，沒有公屋，區內收入長時間為全港第一。根據香港政黨估計，灣仔區以及中西區總共有30萬名閩籍人口銅鑼灣、大坑、跑馬地、渣甸山的人口自開埠以來即是福建人的密集區，在民國時代才伸延到北角，區內有不少開埠以來的移民以及南洋華僑，北角亦有不少南洋華僑，但亦有不少戰後移民。至今閩籍以及閩僑後代最集中的地方實在跑馬地以及大坑一帶，基督教會香港閩南堂總堂亦設在跑馬地，分堂則設在北角和香港仔，在語文未統一的年代，虎豹別墅附近社區皆與新加坡、福建無異，至今南洋富商很大量都聚居在天后、大坑、渣甸山以及中半山一帶，中半山有粵籍以及閩籍的人口。本區的富人區在中半山、灣仔市區新樓、銅鑼灣、大坑、跑馬地、渣甸山一帶，灣仔市區舊區唐樓林立，雖然沒有公屋區，但收入不高，區內唐樓區和富人區亦有貧富懸殊的情況，如軒尼詩選區25,000，鵝頸選區28,230愛群選區 25,000渣甸山選區(包括大坑的豪宅區如豪園)115,000 ，收入相差5倍，而區內的富人區以跑馬地、大坑為主，全部選區收份中位數最少亦有40000收上。 |
| 中西區   | 閩南、潮州、混合                                                 | 原維多利亞城西面，包括本來的中區和西區，中西區的人口集中在西區，佔了中西區壓倒性的人口比例，而中區的建築則以商業大樓為主。最大族群為西環以及西環半山的潮州人和中上環以及相關半山的閩南人，早期中環以及中環半山各族群人口聚集，人口數量相若，吳越人有閩南人的42%，四邑人亦有閩南人25%，山頂為香港所有不同族群富豪聚居地，中環半山是所有族群中產聚居地，市區什至半山區都為香港舊區，很多房屋樓齡超過50年。港島四區同時亦是英語人口最多的四區之一，超過2萬人。，中上環一帶早期便有大量的閩籍人口，部份經營茶行或海味店。中西區唐樓林立，當中亦居住了收入較低的人群，但因為中西區只有兩座公屋，使區內收入中位數高企，但中環、上環、中環半山的收入仍是銅鑼灣、北角以及相關半山以外收入最高的地區，亦有北角、炮台山、城市花園、北角半山的收入的70%，北角半山(寶馬山選區):96,740 而中環半山(半山東選區):70000，非半山的地區如北角西面的炮台山和城市花園有50,000-52,000，而中環以及上環都有32000-36000，而山頂是香港最富有人仕的聚居地，收入略低於深水灣，為全港第二高的地區，家庭月入達167,330。 |
| 西貢區   | 閩南                                                             | 人口早期以客家村人口為主，其後再主要由觀塘區遷入，近年大量由東區遷入，最大族群為閩南人，亦有閩東人、客家人、潮州人，客家人數量為閩南人的57%，亦有廣府人，其餘族群人口更少。西貢區英語人口僅次於港島四區，大約有1.7萬人。近年非常多東區人口遷入，當中不少為東區人口的下一代新置業人口本區也有部份觀塘區人口下一代新置業遷入，使西貢區有不少外來的年輕人口。 |
| 南區     | 廣府、閩南                                                       | 南區公屋以及居屋比例佔全區一半人口，比很多新界地區的公屋比例更密集，而人口亦主要來自漁民以及逃港潮的人口。此區不少都為廣府人，其餘最大族群為潮州人，其次為閩南人，閩南人為潮州人的70%，人口主要分佈在鴨脷洲(佔六個區議會選區)、薄扶林和香港仔。本區人口很多都是公屋居民。港島四區同時亦是英語人口最多的四區之一，超過2萬人。富豪人口只佔本區非常少的比例，收入中位數亦以區內中低價私樓人口為主。原居民以閩南以及蛋家漁民為主。區內住在私人住宅的人口不足區內一半的總人口，只有42 868／85 837戶。深水灣獨立屋是香港各省籍各來源富豪的聚居地，而淺水灣的分層樓宇價格其實不是非常高，呎價比相同樓齡的港島北岸主要市區(上環到北角)和半山區樓價低，但不乏2000呎大宅，亦居住了不少較富有的人仕，亦有來自香港各區後來發跡的廣東富商以及南洋富商移入南區私樓區以及獨立屋中，香港仔為漁民的聚居地，亦居住了同以閩南話溝通又買不起北角一帶物業的南洋華僑。 |
| 東區     | 閩南、潮州、閩東                                                 | 東區是香港島的主要人口構成，佔香港島人口的一半，主要人口為閩籍人口，其餘則以閩南系漁民、外區換樓客以及當年逃港潮抵港人士為主。私樓區以至居屋區人口很大量都來自福建，是香港福建人的密集區，香港26%的閩籍人口亦居住在東區，但大多數都改以廣州話溝通，閩南人人口在第二族群潮州人十倍以上，四邑人也只有閩南人的5%，此外亦有非常多的福州人、莆仙人，但福州人、莆仙人在港人口較少，列入其他語文選項，更是以私樓為主的銅鑼灣、北角、鰂魚涌人口大部份。東區有20%人口居於公屋，有15%人口居於居屋，東區的公屋和居屋人口在港島區僅次於南區的50%。筲箕灣一帶的私樓較多，所以在整體人口之中福建籍人口亦有一定多數量，但在柴灣的福建籍人口優勢已經不太大了。柴灣以及筲箕灣和南區同樣為港島其中主要公屋區份，人口有主要來自漁民以及逃港潮人口，亦有經濟能力較差的閩籍人口居於公屋之中，但公屋系統主要來自全港的分配計劃，所以人口成份較複雜，但柴灣以及筲箕灣一帶私樓區仍以由北角一帶遷居或能力較北角一帶低的南洋華僑為大多數，福建籍人口在全區總共亦佔66%的人口，東區的私樓人口史基本上來自福建以及南洋華僑家屬移民史，人口很多都來自民國時以及戰後移民潮香港人口暴增時，香港人口在清末由20萬上升到抗戰前夕的160萬下降到二戰完結後50萬，在中共奪權後更上升到220萬，北角以及鰂魚涌成為世界上人口最密集的地區，亦有不少福建人柴灣以及筲箕灣一帶定居，福建人和原居民閩南系漁民語言和文化相通，所以在不少閩南漁民聚居的地區如香港仔亦有不少福建人，東區建區以後一直以閩籍人口為壓倒性多數，60年代其他族群才開始遷入柴灣以及筲箕灣一帶。在北角為香港舊區，有非常多福建老人，他們仍以閩南話溝通，東區亦有人口老化的問題。因為東區有很多住屋需求，本來為世界上人口最密集的地區，加上南洋華僑一直遷入香港，50-80年代陸續有大量房屋興建，很多人口或其下一代亦在數十年前由唐樓陸續遷入東區當年的新建屋苑如太古城，杏花邨，東區銅鑼灣、北角、鰂魚涌一帶同時為日本人在港的主要聚居地，佔總日語人口的超過25%。其餘人口依次為潮州、吳越、客家、四邑，但總和也只有閩南的35%，除了部份吳越人在北角春秧街一帶，是香港島吳越人的集中區，其他族群(包括吳越)大多在柴灣一帶。公屋私樓收入差別亦非常大。銅鑼灣、北角、鰂魚涌亦是香港舊區，因為30年前亦有重建，部份樓齡大約30年，不少亦超過50年，近年亦不停重建，加上北角新樓一帶樓價高企，很多換樓客向新樓呎價比北角一帶還低的西貢區遷移，東區人口不停減少，亦帶動西貢區收入不停上升，東區收入亦由第三降到第五。香港各省各民系的語文都在六十年代末期統一，此後亦有部份其他民系人口包括廣府人遷入，各省籍人口的第二、三代絕大多數以廣州話為母語，雖然很多人口都以廣州話溝通，但本區不少人口二、三代前來自福建，部份或經台灣以及南洋遷居。港島四區同時亦是英語人口最多的四區之一，超過2萬人。40年前已經有部份東區的閩籍人口或第二代由唐樓搬入同區新樓中，亦引來另一批由福建南下或南洋遷居的移民居住於唐樓之中，特別在舊區，不少閩籍港人把自己投資的物業以低價租給同鄉，但由1980年起的福建移民仍遠不及廣東。因為郭春秧後人曾在北角大辦夜總會，郭春秧為主要地主的春秧街一帶亦有不少上海人，但根據語文數據，上海人在東區不足福建籍人的10%，東區較富有的上海人口大多集中在春秧街一帶，較窮的則被遷入柴灣一帶的公屋區，東區也有少量的廣府人口，但香港上海人最集中的地區為深水埗區一帶，東區直到小西灣的私樓區亦有大量的閩籍人口，小西灣亦有福建中學，但各省籍的港人首要志願亦是傳統名校。進入東區私樓的廣府人主要在交通方便以及鄰近維園的天后以及就業機會較多的北角，以天后較多，但兩區仍以閩籍人口為主，而鰂魚涌以東的私樓區，因為遠離原居地以及原朋友圈子，亦沒有政府機構提供就業機會，外區廣府人便更加少遷入了，所以鰂魚涌、大坑、跑馬地一帶的閩籍人口非常密集。越近銅鑼灣的呎價越高，越往東呎價則越低。北角到鰂魚涌只有兩座公屋，而筲箕灣以及柴灣是香港島公屋最密集的區份，雖然外區換樓客較少，但本區公屋的第二代部份能力較高的亦有在同區內置業，但只佔人口較少部份。筲箕灣以及柴灣人口亦有全灣仔區二倍，閩籍人口沒有壓倒性優勢，但因為筲箕灣以及柴灣的私樓以及居屋區以閩籍人口為大多數，他們沒有主導權，不少筲箕灣以及柴灣閩籍人口主張把更多的閩籍人口為主地區劃入東區，最後港島近半人口亦被劃入東區，範圍不合理的龐大，人口收入背景亦不相同，東區人口亦是港島其他三區人口的總和，以閩籍為大多數的銅鑼灣、北角、鰂魚涌已有灣仔區二倍人口，因為灣仔區人口已經很少，所以東角、跑馬地一帶閩籍人口密集的區份亦要歸入灣仔區，亦使銅鑼灣一分為二，名校如皇仁書院被劃入灣仔區，庇理羅士女子中學、維園被劃入東區，使銅鑼灣、大坑、跑馬地一帶的設施被一分為二，部份銅鑼灣以及北角居民亦主張把銅鑼灣以及北角和人口、面績極少的灣仔區合併。近年有區份重劃的建議，有把開埠以來即得到發展的灣仔以及銅鑼灣劃成同一區，以閩籍人口為大多數的銅鑼灣、北角、鰂魚涌劃成同一區、筲箕灣以及柴灣劃成同一區、灣仔併入中西區等建議。。因為東區人口自成一角，都是以福建籍為主，港島以外的福建人都集中在北角一帶的區議會分區，居於新界、深水埗以及油尖旺等的族群可能很少機會和香港的福建人接觸，但他們從娛樂圈接觸東區名人如江若琳、傅穎、林峰、王貽興等都是閩籍。因為主要為住宅區，香港市民普遍對鰂魚涌以東的地區只有非常少的認知。香港島的地價遠高於九龍，北角亦被規劃為香港東部的政府部門以及商業的中心，港鐵把將軍澳以及九龍東一帶的人口直接接通北角，鰂魚涌太古城則為港島東部的購物中心，北角則為香港福建人主要的聯誼中心，自開埠以來即有小福建之稱。 |
| 荃灣區   | 廣府                                                             | 主要為廣府人，亦有深水埗區以及黃大仙區居民的第二代，或與逃港潮有關，其餘最大族群為閩南人，或從中西區唐樓遷入此區新建的屋苑，或是80年代以後的親屬移民，第三族群客家人有閩南人42%，是原居民或逃港的人口，此區為新界區之中沙田區以外最早發展的區份，但都主要是70年代以後才發展起來。 |
| 九龍城區 | 閩南、混合及泰國                                                 | 最大族群為閩南人，其餘吳越人、客家人、潮州人族群人口相若，都大約為閩南人的33%，亦有些廣府人和泰國人。 |
| 沙田區   | 廣府                                                             | 本來為客家村的地區，但後來有非常多人口由深水埗區以及黃大仙區遷入，大多為廣府人，亦是本區人口的主要成份，客家人則成為第二族群，其餘潮州人、閩南人、吳越人族群人口相若，為客家人60-80%。 |
| 大埔區   | 客家、泰國、廣府、潮州、鶴佬及閩南                               | 本為鄉郊，近二十年才較多開發，以客家人為大多數，超越第二的潮州人4倍，更超越閩南人10倍、吳越人20倍，本區以客家人為主要多數，亦有些廣州人以及四邑人。原居民亦有一些鶴佬以及蜑家漁民，廣府圍頭以及客家鄉親在區內有很大的影響力。近幾年，大埔區的泰國餐廳越開越多，居於大埔的泰國人比觀塘、九龍城還要多。 |
| 油尖旺區 | 廣府、中國內地（大陸）投資移民、全球                             | 西九九龍站一帶為中國大陸投資移民最集中的區份，此區普通話人口急劇增長，有6330名普通話人口，大多在九龍站一帶，九龍站的豪宅區的推銷對像亦主要為中國大陸人而非香港人，九龍站一帶有很多人口以普通話溝通，但亦有各省籍的香港人較富有的換樓客。最大族群為廣州人和四邑人，其次為吳越人，吳越人為四邑人人口的69%，潮州人以及閩南人人口相約，為四邑人的55%。油尖旺區西九填海區以外為香港舊區，很多房屋樓齡超過50年。重慶大廈為香港最全球化的地區，周邊地區有大量南亞、印度、南美、歐美以至世界各地人士聚居，廣東道在百年前即有很多廣東人，但近年尖沙咀一帶，除了舊區外，西九九龍站一帶多為中國大陸人，油尖旺區在數十年前為廣東人聯誼的地區，20年前開始亦有不少節目慨嘆，廣東道已無廣東人，北京道卻充滿北京人。尖沙咀是香港商業區，投資人口包括南洋華人富豪，如香格里拉以及外國集團。廣東道有非常多的大陸遊客。 |
| 離島區   | 廣府、混合、閩南漁民、中國內地（大陸）依親移民（以廣東人為主）   | 人口部份由西九龍以及新界西遷入，早期以公屋為主，人口較為貧窮。東涌一帶有非常多的親屬新移民，當中又以廣東人為主要多數，佔親屬移民的84%，但不少為先聚居於深圳的四川籍、湖南籍妻子，只是由廣東抵港，其餘親屬移民都是以福建為主，亦有部份為浙江人。東涌私樓人口不少與航空業有關，使區內收入增加。 |
| 北區     | 客家、中國內地（大陸）依親移民（以廣府人和客家人居多）、雙非家長 | 本為鄉郊，近二十年才較多開發，客家人佔大多數，北區近20年因為新市鎮亦有不少廣府系新移民，第二族群有潮州人只有客家人的27%，閩南人只有客家人的10%，四邑人更只有客家人的5%，有非常多的中國內地（大陸）新移民，新移民又以廣府人以及客家人為主，租借新界以後，一直是客家籍水貨客運貨回大陸的地方，以中英街聞名，在北區，圍頭以及客家鄉親有很大的影響力。香港開放廣東省全省鄉郊自由行以後，是省港客家人聯誼的地方。北區原為香港最貧窮的區份之一，早期人口絕大多數為農民，近十數年有大量的中國內地（大陸）自由行客人，推動經濟，使區內收入達第十二位。 |
| 屯門區   | 客家、廣府                                                       | 本為鄉郊，從20世紀80年代開始才較多開發，以客家人最多，亦有些廣州人以及四邑人，圍頭以及客家鄉親在區內有很大的影響力，外區的其他族群例如閩南人等較少遷入屯門區。 |
| 元朗區   | 客家                                                             | 本為鄉郊，從20世紀80年代開始才較多開發，以客家人最多，亦有些廣府人以及四邑人，圍頭以及客家鄉親在區內有很大的影響力，外區的其他族群例如閩南人等較少遷入元朗區。 |
| 葵青區   | 廣府、客家                                                       | 本來為客家村的地區，但後來有非常多人口由深水埗區以及黃大仙區遷入，大多為廣府人，亦是本區人口的主要成份，客家人則成為第二族群，其次為客家人以及閩南人，客家人比閩南人略多，廣府人以及閩南人主要在荃灣區遷入。 |
| 黃大仙區 | 廣府、潮州                                                       | 廣府人以及潮州人為主要大多數，其後次為客家人及閩南海陸豐人。黃大仙區亦有很多中國大陸廣府系、潮州系新移民，外區的香港人口較少遷入黃大仙區。本區有非常高的公屋比例。 |
| 深水埗區 | 廣府（廣州、四邑）、中國內地（大陸）依親移民                     | 廣州人以及四邑人為大多數，其餘人口例如閩南人等只在非常少數，很多中國大陸廣府系（包括四邑系）、上海系新移民，深水埗的填海區亦大多為台山籍富商聚居，因為要與鄉親聯結，很多台山籍富豪選擇在深水埗區填海區居住，如劉夢熊至今亦住在深水埗區填海區的分層豪宅中，本區以廣州人以及四邑人為主要大多數，深水埗區有近百年的開發史，是香港非常有嶺南文化色彩的區份，亦為不少香港台山籍名人的發跡地，但人口老化問題非常嚴重，很多房屋樓齡超過50年，亦有不少台山籍美國華僑回流，是九龍以及新界擴展市區人口的電腦用品中心，以及香港台山籍人口聚居的中心地區。本區有三、四代的香港人，亦有新移民。台山人的第二代多轉以廣州話溝通，外區的香港人口較少遷入深水埗區。很多南下的廣府人、上海人亦向周邊地區遷移。很多上海人亦遷入荃灣區以及葵青區，至今這三區亦是上海人在港最多人數的五區的其中三個，三區各有1200-1600名上海話人口。本區有非常高的公屋比例。 |
| 觀塘區   | 混合                                                             | 閩南人、潮州人、客家人、四邑人也很多，亦有廣州及南番順人，很多中國內地（大陸）閩南系、潮州系、客家系、四邑系新移民，很多不同族群聚居於不同地方。觀塘區亦有非常多的依親新移民，使此區超過了深水埗區，成為收入最低的區份。外區的香港人口較少遷入觀塘區。本區有非常高的公屋比例。 |

| 2011年排序 | 區名   | 2011年家庭住戶每月收入(港元) | 2006年家庭住戶每月收入(港元) | 2006年排序 |
| 1          | 港島區 | 28040                        | 23000                        | 1          |
| 2          | 新界區 | 20040                        | 17000                        | 2          |
| 3          | 九龍區 | 18020                        | 15035                        | 3          |
| n/a        | 香港   | 20500                        | 17250                        | n/a        |

### 移民來源地及經濟
本文的人均GDP都來自經濟學家maddison搜集的歷史數據，簡短版可參考英文版維基List of regions by past GDP (PPP) per capita
中國大陸在20世紀上半葉因為戰亂、政局動蕩，人均GDP（購買力平價）一直落後於非洲，更在1950年更落後於非洲兩倍。當時福建、廣東外的大城市亦難比非洲、印度，如上海一直落後於印度金融中心孟買及非洲大城市，中國除了富有的滿族，以及生活較好的政府官員以及和政府官員關係密切的少量富商(但當時出現很多政府，難以累績財富)外，多為生活在極貧窮線下的人，而香港在民國期的人均GDP和日本、新加坡相若，但仍只是英國1/3，貼近東南歐國家例如希臘。
1950年代，大量遷入中國大陸富有人士後，雖然他們的人均GDP有中國大陸平均的6倍（現今上海市有中國大陸平均的2倍，所以高出6倍已經是城市上最富有的人士了），但仍不及香港的人均GDP，拉平均後，人均只有英國的1/4。1960年代開始，東南亞富有人士，以福建籍為多，大量遷入港島，人均GDP由英國的1/4升到英國的1/2，在1970年代更貼近英國。而香港在1950為2218,大陸為446。單位是1990 International Geary-Khamis dollars。此時期由中國大陸來港的人口，多為中國及東南亞的富有人士，而英國不是任意批准貧窮人口抵港，在抗日戰爭前，香港人口穩定地增長。
1980年代中國改革開放，香港偷渡潮亦完結，中國人均GDP在1985年超越非洲，2020年現為印度的5倍，而香港人均GDP亦在1987年超越英國，不少中國富有人士由優才計畫抵港。

#### 企業和資金來源
雖然香港的廣東人之中大部份都是由1950-1980年偷渡來港的，但早期來港的甚至後期偷渡而又有商業天份的廣東人很快成了香港的富有人士，而全國富商之中，祖籍廣東和福建比浙江及江蘇多，而祖籍廣東的不少也來了香港，而福建的去了東南亞，使香港頭40名富商多為順德、潮州、四邑人。雖然江浙的富有人士大多移居香港，但香港首50名富豪之中佔少數，當中又以寧波人最多，有2名，包括前特首董建華家族，而上海則只有一名。在50大富豪中，廣府民系佔了23名，閩民系（含潮州人）佔了9名，客家民系占了1名。苏浙沪人占了五位（如果包括包玉刚的女婿奥地利人苏海文，他的财产应是继承自包家，算六位），从财富来源看，主要来自浙江宁波商人。原属广东的海南人占了两位，山东人占一位，祖籍没有披露的中国人占三位。外国人占了五位（苏海文的财产仍算长三角的前提下）。前十大富豪中，广东广府人占了六位，广东潮汕人占了两位，长三角人占了一位，外籍人士占一位。
原本在香港的廣東人不如福建泉州人般在明朝已經在東南亞累積大量財富，在香港初期是比較窮困的，但部份有商業頭腦的人如利希慎，經營鴉片致富，家族財產一直在香港富豪前列，亦有部份如李嘉誠，在40年代，由當時相對窮困的潮州抵港，在香港有較早抵港的富有親屬和自己的商業頭腦置富，成為華人首富，而東南亞福建首富郭鶴年則只是華人富豪第4位(郭鶴年同時亦是香港人，家宅在李嘉誠附近，而且很大部份東南亞福建富豪同時亦為香港人)，華人富豪頭3位都是香港的廣東藉商人。

## 種族、民系、原籍及祖籍

### 華人民系、原籍以及祖籍
现今的香港人大多數的籍贯都是香港，而祖籍可以有多个说法，但一般都是以元末明初，各省的迁移大致平定计起，此前的父系籍贯为远祖籍，元代及以前的历史在世界历史上一般被计入中古或古代历史。祖籍其实亦是考究民系的方法，但现今部份较年轻的香港人只清楚父母或祖辈来港前的籍贯，而不知道祖籍，但年纪较长的人不少都很清楚。这些非香港出生的香港人或祖辈亦有来港前的原籍。
同樣，在北宋滅亡時，不少北方人逃到南方，包括廣東，如佛山，他們的祖籍不會在河南/陝西，而在廣東佛山，而河南/陝西則為遠祖籍，當他們抵香港的時候，他們的籍貫是香港，祖籍亦在廣東佛山。而在明清兩代南下珠三角的福建人，如留在廣東，籍貫則是廣東，祖籍仍是福建，如在明代以後生活一段地時間再由廣東抵港，籍貫則是香港，祖籍仍是福建，遠祖籍則在河南。但在古代，例如晉代，如由洛陽抵廣東潮州，雖同為閩民系，但如由潮州抵港，祖籍則在廣東。廣東閩民系當中不少祖籍福建，但現籍則在廣東，如來了香港則為現籍香港。
由于香港人普遍很少提及本身的民族，除非有人主动提出，所以其他中国少数民族在香港的人口数字难以掌握，很多时候都被统称为中国籍。基本上，香港的华人人口以汉族為主。香港有过半数人口在香港出生。过去的人口调查，都有记录市民的原籍。当中广东人最多，占超过半数的香港总人口，而广东人中以民系划分包括广府人（包括四邑人）、潮州人、雷州人、鹤佬人和客家人，之后是来自福建，籍贯(父系)福建的香港人占总人口的1/6，是香港第2大籍贯省份，再其次是来自江苏和浙江地区的新移民，而移居香港的上海人籍贯是来自全国各省。至于来自其他省市的居民分布比较广泛。自从1980年代初期内地改革开放，来自其他省市的移民开始增多。另外香港有6.4%的非华人。香港人的省籍大多是广东或福建，很多重要的位置，都是广东帮或福建帮担任。
因为没有像1950-1980三十年大偷渡及移民潮般不停有人移民香港，香港人的概念在1980年代已经逐渐成型．香港近三十年人口普查已没有问及省籍，只有出生地是否香港的记录．唯一的省籍调查是福建省侨胞部门2007年做的，当年香港有1/6人籍贯是福建省的，而且很大部份是由世界各地而非只是由福建到港。 现在香港人一般把90年代前到港的人称为香港人，很少问及对方是来自那省．现在留意香港人省籍一般是大陆各省政府和一些对香港历史有兴趣的市民。
现在香港的新移民一般都是指由1990或2000年后由中国各省移民来港的人，多数操流利普通话（現代標準漢語），很多住在新界，尤其近大陆地区，亦有部份大陆富商投资移民在港九置业，但只占整体移民人口的小部份，新移民以女性婚姻移民为主。
| 原籍                   | 1961年    | 1961年    | 1971年    | 1971年    | 1981年    | 1981年    |
| 原籍                   | 人數      | %         | 人數      | %         | 人數      | %         |
| ---------------------- | --------- | --------- | --------- | --------- | --------- | --------- |
| 香港                   | 260,505   | 8.3       | 185,699   | 4.7       | 124,279   | 2.5       |
| 廣州及澳門鄰近地區     | 1,521,715 | 48.6      | 2,072,083 | 52.6      | 2,455,749 | 49.2      |
| 四邑                   | 573,855   | 18.3      | 684,774   | 17.4      | 814,309   | 16.3      |
| 潮州                   | 257,319   | 8.2       | 391,454   | 9.9       | 566,044   | 11.4      |
| 廣東省其他地區         | 244,237   | 7.8       | 250,215   | 6.4       | 470,288   | 9.4       |
| 福建、台灣、江蘇、浙江 | 178,626   | 5.7       | 235,872   | 6.0       | 351,454   | 7.0       |
| 中國其他地區           | 43,644    | 1.4       | 48,921    | 1.2       | 103,531   | 2.1       |
| 外國                   | 49,747    | 1.6       | 67,612    | 1.7       | 100,906   | 2.0       |
| 總計                   | 3,129,648 | 3,129,648 | 3,936,630 | 3,936,630 | 4,986,560 | 4,986,560 |

- 原籍【香港】包含：新界原居民與疍家人。
- 原籍【廣州及澳門鄰近地區】包含：廣州府番禺縣(1921年設廣州市)、中山縣(前稱香山，1952年析珠海)、南海縣(1951年設佛山市)、順德縣、東莞縣、從化縣、增城縣、三水縣、寶安縣(前稱新安，1979年更名深圳)、花縣、赤溪縣、惠州府惠陽縣(前稱歸善)。
- 原籍【四邑】包含：廣州府台山縣(前稱新寧)、新會縣(1951年設江門市)、肇慶府恩平縣、開平縣、鶴山縣。
- 原籍【潮州】包含：潮州府潮安縣(前稱海陽)、澄海縣(1930年設汕頭市)、豐順縣、潮陽縣、揭陽縣、饒平縣、惠來縣、普寧縣、南澳縣、惠州府海豐縣、陸豐縣。
- 原籍【廣東省其他地區】包含：惠州府、肇慶府、嘉應州、羅定州、瓊州府等地。

| 語言             | 1961年    | 1961年    | 1991年    | 1991年    | 2001年    | 2001年    | 2011年    | 2011年    | 2021年    | 2021年    |
| 語言             | 人數      | %         | 人數      | %         | 人數      | %         | 人數      | %         | 人數      | %         |
| ---------------- | --------- | --------- | --------- | --------- | --------- | --------- | --------- | --------- | --------- | --------- |
| 廣州話           | 2,076,210 | 79.0      | 4,583,322 | 88.7      | 5,726,972 | 89.2      | 6,095,213 | 89.5      | 6,328,947 | 88.2      |
| 英語             | 31,824    | 1.2       | 114,084   | 2.2       | 203,598   | 3.2       | 238,288   | 3.5       | 330,782   | 4.6       |
| 官話（普通話）   | 26,021    | 1.0       | 57,577    | 1.1       | 55,410    | 0.9       | 94,399    | 1.4       | 165,451   | 2.3       |
| 福建話（閩南話） | 164,537   | 6.3       | 99,045    | 1.9       | 105,973   | 1.7       | 78,279    | 1.1       | 60,864    | 0.8       |
| 客家話           | 128,432   | 4.9       | 84,134    | 1.6       | 85,646    | 1.3       | 62,340    | 0.9       | 41,514    | 0.6       |
| 潮州話           | 不適用    |           | 72,812    | 1.4       | 64,231    | 1.0       | 45,307    | 0.7       | 37,621    | 0.5       |
| 其他中國方言     | 不適用    |           | 52,210    | 1.0       | 53,202    | 0.8       | 40,547    | 0.6       | 64,572    | 0.9       |
| 四邑話           | 114,484   | 4.4       | 22,415    | 0.4       | 19,522    | 0.3       | 28,776    | 0.4       | 不適用    |           |
| 上海話           | 69,523    | 2.6       | 34,078    | 0.7       | 23,988    | 0.4       | 18,496    | 0.3       | 不適用    |           |
| 印尼語           | 不適用    |           | 不適用    |           | 11,442    | 0.2       | 18,118    | 0.3       | 24,244    | 0.3       |
| 菲律賓語         | 不適用    |           | 5,939     | 0.1       | 12,101    | 0.2       | 16,460    | 0.2       | 29,413    | 0.4       |
| 日本語           | 不適用    |           | 8,895     | 0.2       | 12,052    | 0.2       | 10,970    | 0.2       | 8,704     | 0.1       |
| 總計             | 2,627,360 | 2,627,360 | 5,168,909 | 5,168,909 | 6,417,739 | 6,417,739 | 6,808,433 | 6,808,433 | 7,179,127 | 7,179,127 |

- 1961年普查【福建話】包含：鶴佬、汕頭、潮州、廈門、海豐、陸豐、琼州等福建、台灣、廣東閩南語。

| 原籍 語言 | 香港    | 香港    | 廣州及澳門 鄰近地區 | 廣州及澳門 鄰近地區 | 四邑    | 四邑    | 潮州    | 潮州    | 廣東省其他地區 | 廣東省其他地區 | 福建、台灣、 江蘇、浙江 | 福建、台灣、 江蘇、浙江 | 中國其他地區 | 中國其他地區 | 外國   | 外國   |
| 原籍 語言 | 人數    | %       | 人數                | %                   | 人數    | %       | 人數    | %       | 人數           | %              | 人數                    | %                       | 人數         | %            | 人數   | %      |
| --------- | ------- | ------- | ------------------- | ------------------- | ------- | ------- | ------- | ------- | -------------- | -------------- | ----------------------- | ----------------------- | ------------ | ------------ | ------ | ------ |
| 廣州話    | 162,996 | 80.1    | 1,219,411           | 94.0                | 373,470 | 76.9    | 70,279  | 33.8    | 173,621        | 85.6           | 50,837                  | 33.7                    | 18,933       | 51.3         | 6,663  | 15.3   |
| 福建話    | 1,535   | 0.8     | 9,524               | 0.7                 | 2,047   | 0.4     | 122,105 | 58.8    | 6,673          | 3.3            | 21,769                  | 14.4                    | 679          | 1.8          | 205    | 0.5    |
| 客家話    | 37,168  | 18.3    | 57,185              | 4.4                 | 2,446   | 0.5     | 11,626  | 5.6     | 18,060         | 8.9            | 914                     | 0.6                     | 772          | 2.1          | 261    | 0.6    |
| 四邑話    | 357     | 0.2     | 5,043               | 0.4                 | 106,174 | 21.9    | 810     | 0.4     | 1,414          | 0.7            | 208                     | 0.1                     | 341          | 0.9          | 137    | 0.3    |
| 上海話    | 211     | 0.1     | 1,087               | 0.1                 | 279     | 0.1     | 365     | 0.2     | 729            | 0.4            | 64,190                  | 42.6                    | 2,403        | 6.5          | 259    | 0.6    |
| 英語      | 923     | 0.5     | 2,089               | 0.2                 | 309     | 0.1     | 60      |         | 220            | 0.1            | 581                     | 0.4                     | 179          | 0.5          | 27,463 | 62.9   |
| 普通話    | 101     |         | 798                 | 0.1                 | 154     |         | 332     | 0.2     | 926            | 0.5            | 10,882                  | 7.2                     | 12,693       | 34.4         | 135    | 0.3    |
| 其他語言  | 135     | 0.1     | 1,619               | 0.1                 | 528     | 0.1     | 2,056   | 1.0     | 1,257          | 0.6            | 1,313                   | 0.9                     | 893          | 2.4          | 8,528  | 19.5   |
| 總計      | 203,426 | 203,426 | 1,296,756           | 1,296,756           | 485,407 | 485,407 | 207,633 | 207,633 | 202,900        | 202,900        | 150,694                 | 150,694                 | 36,893       | 36,893       | 43,651 | 43,651 |

#### 民系以及省籍地區分佈
香港的各省籍人因為歷史原因而居住於不同的分區，但在六七暴動後的香港運動後，各省籍人人士特別是年輕一輩，已經混合居住。廣府人最初則聚居在現時的油尖旺區，因為大量的廣府人聚居，勿當拿道改名為廣東道，這一帶有很多廣府店舖及餐館，及後擴展到深水埗區以及黃大仙區，而九龍城區以及觀塘區在民國時代則有很多來自福建省的移民，1950年後在偷渡潮之下，大量廣府人湧入香港，而且成為香港人口的主要成份，當時主要人口皆為逃港者，而觀塘區及黃大仙區本來人口很少，亦為潮州人及海陸豐人的聚居地，及後來自珠三角、海陸豐以及潮汕地區的偷渡客。福建閩南人和廣東潮汕人則聚居在現時的灣仔區(即灣仔及銅鑼灣)以及中西區的上環一帶，及之後福建人更大量的由東南亞到香港發展，聚居於東區的北角以及1950年後西方列強的東南亞殖民地大多實行民主，因為東南亞的南亞人沒有管理的能力，以及排華，大量的福建人移居香港，在鰂魚涌(以及太古)居住。因為山東警的關係，香港老一輩山東籍人主要集中在石塘嘴一帶，由福建直接抵港的商人，包括閩南人以及閩東人大多居於上環以及西營盤一帶，福建大多組織都在上環，而西環在60多年前便有了專為福建人而設的福建中學，而北角到太古則大多是閩南組織。客家人則主要居於新界，香港有不少客家人，但絕大多數都不是原居民，因為香港絕大多數為外來人口，而香港的客家人多為深圳、惠州一帶在1950-1980年逃港的，但香港有丁權的原居民大多為客家人。但隨住新界的新市鎮的發展，新界已經越來越多各地人。上環和西環在早期是各地移民的聚居地，有广府、潮汕、閩南、福州以及山東。此地有各地同鄉會。香港開埠時水上人較陸上人多，當然有部份富有的水上人，但不是每個水上人也可負擔地市區的住所，1970年後政府安排水上人搬入港島南區以及東區筲箕灣及柴灣以及九龍的公屋及後來的居屋，水上人在南區及離島區佔一定多數量的人口比例，但南區17個區中有一個區(海灣分區)為豪宅區，比較少水上人。油麻地避風塘和銅鑼灣避風塘附近初期也住了一定數量的水上人，這些水上人都是比較富有的。港島的山頂，在香港早期是英國商人以及政治人物的聚居地，各族群都有人在此區域。港島的中環，中環半山，則華洋混居，早期絕大多數替英國人工作的商人都聚居於此。
港英政府為方便統治，凡於1898年以前在新界居住的氏族皆屬於新界原居民，其後裔可享有原居民的權利。至於1898年或以後移居在新界居住的氏族，則只屬居民，與港九居民待遇相同。港英政府管治新界原居民的方式與管治港九地區並不相同，成立多個理民府，早期新界原居民曾與英軍發生武裝衝突，而直至1950年代，新界土地仍以農地為主，當時元朗稻米佔香港農業市場一大比例。新界原居民一向與港英政府關係不佳，經常為新界原居民的權益與政府發生衝突，早年更有「反英抗暴」的說法。新界鄉議局於1926年成立，由新界鄉村的代表組成，團結了以新界原居民為主導的鄉村士紳。新界經歷三大轉捩點，第一是中國大陸移民於國共內戰後湧入香港，聚居在香港多處，荃灣、元朗等新界地區人口急劇上升。政府為應付急劇人口增長，於1950年代將觀塘發展成新市鎮，將古代鹽場（官富場）轉化為住宅及工業區，其後計畫在荃灣、沙田及屯門三地發展成新市鎮。荃灣新市鎮是繼已歸入新九龍的觀塘後，首個設於新界的新市鎮──當時葵涌仍是荃灣的一部份，統稱荃灣新市鎮，原來荃灣沿岸的鹽田（即今鹹田街）、沙咀（即今沙咀道）和河道（即今大河道）已不復再，西面海岸也因填海而由海壩街西移至楊屋道，當時荃灣碼頭即現今如心廣場一帶，而葵涌於1960年代末由不毛之地轉變為貨櫃碼頭，其後發展成國際貨運中心，根本上改變了荃灣區的面貌。人口增長和新市鎮的發展都為新界農業帶來巨大衝擊──新界在1950年代以前，農產品以稻米為主，但稻米收成期長，而且耗水量大，一旦遇上乾旱，極可能功虧一簣，農作物於1950年代起逐漸被收成期短、較不容易受天氣影響的蔬菜取代。第二轉捩點在1970年代初期，總督麥理浩明白要治理香港，必須以香港整體出發，而過往政府治理港九與新界各有不同政策，於是推行多項政策改革。

##### 近年移民情況
中国内地公安部门現時每日審批前往香港定居的單程證名額共150個，再加上2011年4月中央政府准許港人中國内地「超齡子女」申請單程證來港後，估計新來港人士將會上升。由於西九龍物價和租金較低廉，已成為新來港人士的聚居地，根據民政事務處和入境處資料顯示，西九龍的新來港人士佔整體新來港人口24.5%。因為香港的新移民以廣府人最多，所以西九龍大多只聚居了新移來的廣府人，新移來的客家人不少會住在新界，廣東閩民系則在九龍東。這些區域性的移民和早年各民系分開聚居有關，當然現今因為廣州話的通行，不少人已經散居，但仍有很多人在某地區落地生根後，因為大多親屬仍在區內，使移民流動性減低。

### 香港的各民系以及省籍人

#### 综述
香港最早期及大量來港的為廣東人，不少因經商而致富，而企業總部香港四十大富豪榜大多以廣東最多，屬廣府民系和廣東閩南民系，然而香港至今亦有大量英資和東南亞資本公司，本部為香港的公司亦大量投資中國大陸甚至歐美，如計在港的資本，則福建籍、廣東籍和英資一樣佔很大比例。但在偷渡潮後的壓倒性的人口比例下，現今在香港的廣東人則絕大多數為1945年後由大陸移居或偷渡到香港的人。
1980年暫時政府實施即捕即解，此前在1950年至1980年的30年間，人口以每十年100萬的速度高速增長。1945年人口50萬，1950年人口220萬，1980年人口510萬。1950中英達成共識，限制移民來港人士，而中共政府沒收私人財產，1950年由中國大陸來港的人多數是在香港鄰近地區廣東省的男性，而都是偷渡來的，絕大多數是借了共產政府的小船以捕魚為名，冒住生命危險抵港。香港男女人口一度去到4:1到5:1．不少香港人回大陸結婚，而當中香港的廣東人，福建人數量最多，大陸新娘以廣東，福建最多．但亦有更大量的中港聯婚是與非廣東福建籍人口聯婚的。
香港的廣東籍人口由1950年至1980年一直以雙位數的百份率增長，頂峰是在即捕即解實施前．在中英聯合聲明簽訂前後，大批比較富有或相對高級公務員的港人逃港，因為早期或更後偷渡來港而已經致富的廣東人大量移居英美，而致富的原偷渡客(如夏雨)因為當年偷渡來港犯了叛國投敵的罪，出於害怕共產黨會報復而移民，新移民不再以廣東籍為主，而有大量非廣東籍的人口，1980年香港人口為510萬，2010年香港人口為706萬，而該500萬人口亦有一定大比數移居外國．廣東籍人口比例近30年亦大量下降，民國時期至今，香港的廣東籍人口大約有75%的香港總人口，偷渡潮而又留港的大約有100萬人口，當中80%來自廣東，但與南洋移民相加，只佔總移民人口的40-50%，近年的依親移民亦主要來自廣東，但不少為深圳的各省人，2007年至2011年20萬中國大陸到香港定居的人士中，廣東就有11.5萬人，即57%，扣除深圳的各省人，應只佔總移民的30%左右。不少廣東籍香港人均經歷過「偷渡、發跡、移民、回流」的階段，而迴歸前移民外國的不少是廣東廣府籍的，因樓價飛升賣樓而得到大量金錢的中產，富豪什少移民。
原廣東籍的香港居民，不少與非廣東籍的人結婚，近年新聞亦大量報導，最近演藝圈的廣東籍人如葉世榮和郭羡妮也在中國大陸和非廣東籍的人結婚。
香港多數時期的移民都是以廣東籍最多，其次便是福建籍。因地理位置接近，而香港各時期移民問題，如雙非嬰兒(以省份計)都是以廣東為多，但以城市計，香港後期的移民問題反而是以上海最多，如雙非嬰兒以城市計最多是來自上海，比廣東最大城市廣州還多出很多。

#### 廣府民系

##### 珠三角廣府人
廣府人(特別是廣州人)最初聚居於九龍尖沙咀，以至於散居於全九龍，而廣東道原名勿當拿道，因為大量的廣府人聚居而成功改名。1950年後，因為多數的偷渡客都來自廣府的珠三角地區，他們大多找回在九龍特別是尖沙咀的親屬，在電視電影中，至以老一輩親述的偷渡的流行用語如順風順水到尖沙咀，由尖鼻咀到尖沙咀都是和尖沙咀有關，而這些語句其實都是來自廣府偷渡客(偷渡客亦有客家、潮汕、四邑等地)，到廣府人聚居地尖沙咀找自己的親屬。在1945年前香港人口只有50萬，香港政府集中發展港島區維多利亞城，九龍區更多是廣府人開發的，港島人口比九龍略多，但經歷偷渡潮後九龍人口大增，近30年不少九龍人口移居新界，但九龍的人口差不多仍有港島一倍，但土地面積遠少於港島。現今九龍，特別是西九龍，仍大多數是廣府人，大量的廣府飲食店舖，尤其是由廣州下來的廣府人，操極純正廣府話，九龍後來才來了不少中國大陸妻子，如上海人、四川人、湖南人等，但中國大陸妻子仍以廣府人居多，較早來港的廣府人居於九龍城區和油尖旺區，人均收入在香港的中游水平，而黃大仙區、深水埗區以及觀塘區，不少人口來自過去的偷渡客，在教育，資源都比來港更多年或帶有一定金錢移民香港的人處於劣勢，家庭收入中位數是香港最低的三區。當時偷渡客到港沒有房子住，都在官地上建成木屋，但曾成大火災，如石硤尾大火。同曾為偷渡客的羅文有獅子山下(獅子山下的地區主要為偷渡客居住的地區)一曲，道出由零開始，努力工作，守望相助的精神，亦為1980年代前香港廣東移民以至香港精神的代表，(當時由珠三角地區偷渡來港已佔香港人口一大比例)，逃港者很多是過來香港後從做一些好艱苦的工作開始捱起，香港的成功他們都有好大的貢獻。。以後，不少來港時一無所有的偷渡客已經政富，如何志強，甚至為香港的經濟帶來貢獻，亦為香港廣東移民精神、奇蹟的代表。香港不少廣府移民的富有人士居於九龍塘的低密度獨立屋豪宅區。其餘早期抵港的香港人打拚故事，如八十年代也有套電視劇叫《浴血太平山》，描寫華人基層如何不擇手段、不斷鬥爭以擠進上流社會，即太平山下，是香港人的另一奮鬥精神的代表
現今香港最保留近代廣府文化的地區為深水埗區，深水埗在二十世纪二、三十年代已經和廣州有不少成衣貿易，至今長沙灣工業中心一帶仍是被香港城規會劃出的唯一大型商貿區，仍有不少與廣州十三行的貿易，亦是香港成衣批發的中心(註:商貿區不等於商業區)，現今還有不少廣府文化的建築，如嶺南之風，深水埗的「埗」也是粵語文化的名稱，粵语地區以外少見，因為廣府話保留了古字，「埗」就是「埠」，碼頭也。普通話「埠」讀bu，和粵音「埗」相近，深水埗街頭老藝人在賣「響糖公仔」，他們將粉紅色的響糖造成小關刀、小戈戟等等，吸引小孩子。其實這已是響糖工藝的窮途末路。在四十年代，廣州的響糖店，可以製造全堂響糖公仔，不會像街頭擺賣那麼小家。在廣府人主要聚居的九龍中，以深水埗區最保留近代廣府文化，因為油尖旺區的百年前廣府移民在1945年前亦吸收了不少殖民地文化，和現今大陸的廣府文化有一定的不同，而且這些地區有了不少其他民系或民族的外來人口，觀塘區和黃大仙區則有不少逃港者來自海陸豐或其他地區，而油尖旺區的上海街一帶亦夾雜了上海的娛樂色情文化。深水埗為當時廣州以及珠三角地區廣府逃港者第一個落腳地，為現今香港最接近廣府文化的地區，不少老一輩對此區也有深厚的感情，這些逃港者後來亦有致富而居於山頂或淺水灣。加上廣府人比較重視自己的文化，在三十年前，新來港的廣府人聚居的深水埗，實難歡迎外來文化，廣州流行的術語，如撈頭，在深水埗一帶亦非常流行，而深水埗一帶亦是廣西人聚居地，在深水埗港鐵站旁便有以廣西桂林命名的桂林街。深水埗區亦是香港最多劏房的地區，都居住了香港最大移民群體-廣府人，包括中國大陸新娘以及和等待上公屋的中國大陸家庭，雙非嬰孕婦的暫居地，不少原居於珠三角的人口，如梁佑嘉父親，在80年代抵港，在深水埗經營劏房，有過千物業，為同鄉提供住宿，而且經營劏房和舊樓收購使身家過十億，在深水埗長大的下一輩廣府人，不少都不是很窮，而有一定購買力，雖然深水埗區近年有了不少負面新聞，但房協第一個港人港地的樓盤在2012年的深水埗喜雅亦引來此區家庭以按揭式承接，而且售價不低，因為此區的生活成本較低，近二十年亦有不少居於上海街一帶的上海人遷入。而鄰近深水埗區位於新界的沙田區、荃灣區(及後來分出來的葵青區)的人口除了很少部份的原居民客家人以及其親屬外，大多為逃港者的廣府人親屬以及因為家庭人口增加等種種原因遷入，是西九龍深水埗區人口向新界的引延，亦是新界最早的大範模發展區。因為廣府人是在廣東三大民系中最先到廣東的群體，其餘的都是後來遷入，香港的廣府人以廣東人自稱，把其餘群體稱為福建人（又稱鶴佬，後部份人稱為潮州人）和客家人，在香港的廣東話即廣州話（廣府話），廣東人即廣州人（廣府人）。在1945年前的油尖旺區以及深水埗區，廣府文化，語言都保留得很完整。現今的香港人各族群之中，廣府系人口最多。廣府人（粵民系）亦包括新界及深圳的圍頭人，但此兩地亦有较多客家人，但圍頭人出市區和其他廣府人一起工作比客家人早。而過去港島的中環，西半山東面，山頂，在香港早期是英國人和英國人的員工(不包括山頂)的聚居地，此地區在香港開埠時已經各族群人口混集，當中亦有不少廣府人，所以廣府人不一定只在九龍。
廣府人口是香港各族群之中最多的，而廣府文化隨住傳媒的推廣，亦成了香港的主流文化。而因為過去大量的珠三角人逃港，中國政府批准了珠三角以至深圳的經濟特區地位，而在改革開放初期，中國最大城市的工資仍和香港相差70-100倍，香港的廣府人口以至所有已經慣用廣府話溝通的各省籍人口都帶住大量的金錢去開發珠三角，使珠三角成為現今中國最發達的地區之一。這和因中央政策而在中國比較富有的上海和北京不同(但這些城市和香港的人均GDP還相差幾倍，而台灣新加坡則和香港相若)。
新界的擴展市區亦是珠三角人口的主要聚居地，而不是客家人的聚居地，客家人的主要聚居地只有近新界的三個區份。

##### 粵西及廣西廣府人
廣西廣府人和香港的廣東人主體廣府人屬於同一民系，語言，文化相若，特別是和非珠三角地區的粵西廣府人幾乎有同一生活習慣，父輩或祖輩原籍粵西的廣府成名人士有陳偉霆、陳志雲和廖偉雄等。而廣州是滿清多來年一口通商的商業中心，經濟發達，清末時剛開埠的香港和上海亦與廣州有一大段差距，廣州來了各省商人，財主大多數都是滿族，外省商人當中以福建商人居多，但勞工絕大多數由粵西和廣西遷入的廣府人。廣州話比大多數廣府人的廣府話更混入不少外省/外族語言。而廣州話即現今香港的通用話，但粵西及廣西廣府人和廣州話絕屬同一語系，所以粵西及廣西廣府人在1970年後在香港生活極快便融入社會，在1970年前都和珠三角廣府人混居。部份較遲移居香港的家庭和大陸遊客因不熟悉香港歷史和廣東三大民系的情況，誤把操純正廣府話都當香港人，把操其他方言的當新移民不久的家庭。較早來港家庭則對操粵語、客語、閩語口音遠比普通語口音人士好。粵西及廣西廣府人因香港採用了廣府話為通用語，而廣府文化亦成香港主流，來港都很快適應香港生活。而廣州則有大量的廣西廣府移民，羅文便是廣西廣府人，而且在偷渡潮中由廣州逃港。
在改革開放後，香港亦不停有廣西人進入，他們的廣州話基本上比大多數香港人純正，而來港更多年的人，如林敏聰、蔡瀾至今的廣州話亦很不準確。廣西雖然離港不太遠，但因交通上的問題，偷渡人口來源地大多在廣東中央，所以偷渡潮中由廣西抵港人口遠少於廣東。

#### 廣東東北、江西東南、福建西南交界山區及海外客家人
客家人主要聚居在新界，過去新界主要是客家人和围头人（围头人属廣府系），由大陸偷渡潮抵港的客家人也有不少找回新界的親屬居住，但隨住新界的新市鎮的發展，各族群的人都遷到新界，現今新界是香港主要族群廣府人佔最大比數，沙田區，荃灣區(及後來分出來的葵青區)的人口大多由九龍遷入的，客家人則是新界人口的第二大族群，在新界鄉郊地區仍有不少為客家人，隨住新市鎮的發展，不少客家人亦由鄉郊式發展地區遷入新市鎮，此外，也有較少量客家人及後代，混居於全港不同的地方，包括港九市區。香港開埠時只有十萬陸上及水上原居民，當中以水上人數量最多，但因為新界為英國政府租借的地方，所以在新界而且有原居民身份的只有在陸上居住的人，當年主要为客家人和围头人，但經歷了偷渡潮後香港的客家人數量增加，部份人誤以為所有客家人都是原居民，其實他们多数只是居於新界，但沒有原居民身份。由于香港人口自1945年極速增長，所以原居民只佔很少比例。
根据香港的語文數據算，客家人的數量比閩籍人少，為香港第三大族群，按閩籍人120萬推算，香港有95萬的客家人，佔總人口的13.5%。部份客家人聲稱香港70%客家人為原居民純屬誤傅，當年深圳十室九空，惠州惠陽大量逃港，香港戰後只有50萬人，當中少部份為新界客家人，逃港的客家人數倍於客家原居民。新界有不少客家農民組織，如香港新界客家農民釣魚協會(HAFA) 。客家人在六七暴動中反抗殖民地政府，發動「反迫害誓師大會」，當年亦發生沙頭角槍戰，沙頭角民兵、農民和當地駐軍示威遊行,湧入沙頭角中英街,向英方居民散發大量傳單和慰問信被英警阻攔。,英界沙頭角的居民到華界參加集會,會後分路遊行,當遊行隊伍經過沙頭角警署時,警察和防暴隊突然向遊行群眾開槍和發射催淚彈,還向中方境內開槍掃射,中方邊防部隊在鳴槍示警無效後,邊防戰士和民兵被迫自衛還擊。事件的親歷人李來勝回憶:「為了測試港英政府有沒有進一步行動,我們就到沙頭角警署示威。當時有兩手準備,在大陸那邊放著機槍保護我們。我們燒燬了香港軍警放置的裝甲車,他們就開槍,解放軍開槍還擊,民兵就準備包圍他們。」

#### 廣東、福建、浙江、海南、台灣及東南亞与海外閩民系
福建人主要居住在香港的中西區，而福建華僑則在灣仔區和東區。
福建人移居香港的歷史源遠流長，南宋時期，已經福建人已登陸香港，主要聚居在蒲崗村，黃大仙等地；或經香港前往東南亞。
現今香港大約有120萬閩籍的人口(只計父系)，在香港有100多個閩籍社團。福建人主要聚居於港島北岸，特別在在北角和西環。
香港開埠以後，亦有福建人來港經商，他們經營家鄉土特產轉口、售賣藥村和船務，並集中於港島中上環的文鹹東、西街，永樂東、西街一帶，又稱南北行街。而這些經營家鄉土特產轉口、售賣藥村的人包括全部福建人，即閩南閩東人，在上環一帶的福建人主要是由福建直接來港的人，而灣仔到北角一帶更多為閩南華僑的聚居地。上環以及西環是福建人聚居的中心，2010年前的福建社團總會亦設於上環,而至今大多福建組織都在上環，如旅港福建商會，著名的福建茶行亦在上環開店，店主在40年代由福建直接抵港，不是華僑，是香港早期的居民。北角則為福建華僑聚居的中心，大多是閩南人的同鄉會，香港的福建人實來自世界各地。上環和西環一帶多福建小吃，銅鑼灣有著名閩南食店泉漳居、潮州村，而北角、鰂魚湧一帶的福建人則多開設東南亞食店如印尼食店。在這些多福建人的地區，亦常有潮州人混居。
在香港的福建人，不是如廣東人般直接由廣東移居或偷渡到港，而多数是由東南亞殖民地以至世界列強國家抵港，大多聚居在港島區。部份人會稱這些人做華僑，但更多數會稱自己為福建人，如北角是華僑聚居地，但亦稱為小福建。1945年代到港的上海人亦有一大部份是福建人，現今上海人之中的富有人士亦有很多都是福建籍的，上海首富許榮茂亦是由福建閩南抵港，70年代在香港經營證券行，之後在大陸投資，雖然財產一直在中國頭4位，但仍不及東南亞福建華僑，而許榮茂至今亦擁有港人的身份，亦是港僑聯會永遠名譽會長，而且亦有大量投資香港，亦曾買下創全球最貴豪宅成交價格紀錄的山頂施勳道豪宅。
香港各時期也不停有福建華僑投資，如籍貫泉州永春，在福清出生的林紹良在1997年前未被印尼暴徒破壞以及政府沒收產業前的多年來一直是華人首富，世界第六富豪，而且努力參與新加玻和香港的建設，他的三大企業中的第一太平便是以香港為基地發展的事業，這些富豪亦有大量的商業大樓在金鐘以及中環，如力寶中心，使不少福建籍人士亦聚居在這些辦公室附近，如西半山，但福建籍富豪大多聚居在山頂以及深水灣，香港歷史上大量的福建籍富豪為不少同為福建籍的港人以及華僑提供了較優先的就業機會，如中銀香港前身的集友銀行以及南洋商業銀行，擔任要職的高層大多為福建人。在中共得到政權以及東南亞政局動盪後，本來在廣州、上海、香港、畚建、東南亞遊走的福建資本家的後代大多以香港作為首選定居地，如陳嘉庚的後代很多亦定居香港，如陳立人，真正成為巨富的東南亞富商大多是在福建出生，軍閥混戰時期南下東南亞經商的，而且福建在明朝起亦有在青年遊走於南洋以及福建之間經商，年老時回鄉養老的傳統，但中共得政後很多亦定居在南洋，從此成為東南亞華僑，但較富有的不少定居香港，而富豪仍遊走於香港和南洋之間。

##### 廣東閩民系

###### 海陸豐人
廣東的閩民系，當中亦有不少分支。而距離香港最近的閩民系分支人口便是海陸豐人，為閩南民系的一支，稱「福佬人」、「學佬人」，而廣府文獻稱海陸豐人為「鶴佬人」。而距離香港最近的閩民系分支人口便是海陸豐人，所以海陸豐人亦大量偷渡到香港而且聚居在九龍東，特別在黃大仙、樂富和觀塘一帶。
由於海陸豐地區鄰近香港，香港偷渡客之中，廣府民系和客家民系外，偷渡來港最多的便是海陸豐人，黃洋達父親亦是偷渡來港的。熱普城的黃洋達和黃毓民均以「鶴佬人」身份在海陸豐人中心地區黃大仙拉票。

###### 潮州人
現今香港最多潮汕人的地區是九龍東。
較早期來港的人居於的潮州人銅鑼灣東角、跑馬地、北角、上環和西環一帶，這些區份至今仍有些潮州人口，但不達到一個的水平，西環至今仍是潮州人在港島的聚居中心。在港島北岸的潮汕人不少為1945年前已在香港定居，因為語言相約，潮州人亦很常和閩南人混居。
現今的銅鑼灣天后則為閩南人最初在香港的零售營商中心，舊灣仔沿海便有汕頭街和廈門街的閩南人姊妹街，經營由香港到東南亞以及世界各地的貿易，閩南人特別是泉州人選了這地點，原因都是靠近英國公司怡和主導的銅鑼灣東角碼頭，方便和英國貿易。後來貿易需求大增，世界華人巨富郭春秧在民國時期，便在銅鑼灣天后附近的北角建設僅次於英美的列強荷蘭及荷蘭殖民地印尼貿易的中心，而此區後來成了福建華僑(特別是印尼)以及福建人的聚居地。
在香港的福建人團體不包括潮汕人，但潮州人實大多數是在南宋末期，因逃避外軍入侵導致的戰亂，十幾萬莆田人移民到現在的潮州，而現今莆田人則為閩南閩東人的結合，與潮州人又不相同了，但潮州話和泉州話有高度的相通性，反而同為閩南的漳州話和泉州話的相通性低很多。而福建社團不包括潮州人，所以在泰國外，出東南亞營商致富不包括潮州人，在香港的福建財主資本亦不包括潮州人，但現今不少香港富豪皆為潮州人，在香港早期的潮汕人多為苦力，在銅鑼灣東角，以及上環聚居，這些區份亦有不少福建人，特別是泉州人，北角亦有不少潮州人，馬時亨和高永文亦是在北角長大的。在香港早期的潮汕人多為苦力，也是因為潮州和福建閩南地區被分為2省有關，潮州地區在大陸人均GDP到現時仍大量落後於廣府及閩南地區，來港的大多由苦力做起，福建閩南地區因為在明期已經到東南亞發展，在清朝已和中國特權份子滿族是華人之中最富有的，當時東南亞為歐美先進列強的殖民地，人均GDP大勝滿清。
而在東角得到的貨物不少於銅鑼灣天后寄賣，使銅鑼灣天后成為香港貿易和購物的中心(和現時相約)，而此後又重新規劃移到東角，而當時銅鑼灣天后以絕大多數為福建人，後來因為郭春秧的開發，把銅鑼灣的福建人聚居地引伸到北角。而福建閩南人長時期在各殖民地工作，包括絕大多數人口為閩南人的新加坡，英國人很歡迎閩南人到香港工作。而大坑則有客家原居民和福建的客家人如胡文虎以及其他福建人，銅鑼灣後來又來了四邑人富商利希慎家族和水上人富商霍英東家族，尖沙咀又引入各商人投資。

##### 閩南人以及世界各地閩南華僑

###### 福建閩南人
香港在滿清滅亡前商業方面不是很特出，商業及人均GDP都不如東南亞的大城市，所以此時南洋的福建人平均的投資在上海及香港，在香港的主要是廣東廣府人和廣東閩人，但民國前香港為革命基地，陳嘉庚在香港的事業中不少是暗中支持革命黨反清的，那時不少款項也來自東南亞的福建人，民國開始，因為軍閥混戰，上海民國管轄區經常由不同軍閥轉換地盤，投資環境轉差，這時的福建人紛紛轉向香港發展，香港民國時代的福建人比例比現在多出很多。因為港島北面有大量的福建人，蔡素玉經常在港島區(香港的福建人多在港島)以福建人為號召，而且成功加入立法會，但主要吸取閩南人的票源。閩南人顏福偉的顏玉瑩家族也長居於銅鑼灣天后，銅鑼灣東角不少業主也是東南亞閩南人，如以香港歷史上最貴租金租出京華中心給forever21 的菲律賓閩南華僑，在菲律賓在二戰還是美國殖民地時，經濟強勁，而在東南亞(包括台灣，新加坡)的十大富商大多為閩南人，因為為菲律賓富商工作的工資遠高於在港工作，不少福建籍香港人靠父親在菲律賓打工，寄回披索，維持生活在銅鑼灣居住閩南人大多是在香港歷史上最早來的一批，而在北角的則較上環、灣仔以及銅鑼灣那批遲。閩南人聚居的銅鑼灣和廣府人的尖沙咀一樣，成為在港九的購物中心，而且有了其他族群居住。近來菲律賓閩南華僑傅金珠開創的金朝陽集團，主力收購銅鑼灣及北角的物業，是此地帶主要舊區重建商。同時，因為珠三角廣府人偷渡的主要目的地為香港，到澳門之後的終極目的也是偷渡到香港，所以福建人在澳門的比例比香港高，大約有1/4。在銅鑼灣、北角一帶亦有大量由華僑資本建造的大廈，以僑字作為大廈名稱已經佔了這兩區一大部份的大廈，如僑興大廈、僑冠大廈等，而且很多都是那時期香港最高的大廈之一。
1921年，東南亞福建富商郭春秧北角標得一片新填海地，打算興建糖廠，因此就有了「春秧街」與「糖水道」。後來由於糖價下跌等因素，改為興建住宅，從此這一帶成為福建華僑及福建人移民聚居的中心。在國共內戰後期，福建商人不少先把資金撤向東南亞，然後在香港局勢好轉才回來，因為1950-1980年的偷渡潮，廣東人口極速增長，但福建籍人口是各籍中下降得最慢的，而1950年代因為大量上海移民移居北角，而部份福建人多先居東南亞，使北角的小福建中有多了「港島小上海」之稱，而香港正宗的「小上海」在上海街一帶，在北角以及銅鑼灣的上海以及江浙人口亦低於福建籍人口一定多的人數，而「港島小上海」則走高級色情路線，九龍「小上海」則走通俗色情路線，但隨住東南亞的福建人不停因為中國情意結或東南亞的反華運動，紛紛移居香港，而北角，上環及其周邊便成了他們移居之地了，而「港島小上海」亦轉入灣仔（駱克道一帶），因發展灣仔商業區而在2000年代中期又再式微，香港正宗的「小上海」即上海街和旁邊的砵蘭街至今仍為庶民色情中心。
而由東南亞移居香港的福建人，因為在六七暴動前，香港各族群之間的溝通沒有現今那樣多，不少長輩也想子女和福建人通婚，所以改革開放後大量和中國大陸的福建人通婚，不過改革開放初期的大陸已經一窮二白，不論新來的是廣東人，福建人，北京人，上海人，也窮得不得了．所以現今香港有富有的福建人很大比例都有東南亞事業，一年之內可能只有一半時間居於香港，亦有一班比較窮的福建人。香港島居住了不少福建人，北角到太古城都居住了大量的福建人，此外上環到西環以及西半山也有大量的福建籍香港人，富有的不少會住在北角半山，北角、西半山的一些大型屋苑．福建社團聯會花3000萬港元把總部由上環移到北角。在30年前香港人口籍貫記錄只記有原居地，所以來港的東南亞福建籍人被分成英國、美國、新加坡、印尼、菲律賓、馬來西亞、台灣等多國，而來自這些國家的人亦有非福建籍的。
現今香港還存有閩語、客家話群體，但一般人留意到的多數只是閩南群體，因為在港島北岸市區經常會有老一輩的人以閩南話溝通，而北角更加是極大量人50歲以上人士以閩南話交談。而客家話則在新界流行，較少人留意。香港亦有很多福建富豪居於山頂和深水灣，包括山頂的全球最貴豪宅。
在東南亞排華以及新加坡獨立初期，大量福建出生的新加坡福建籍資本家逃到香港，他們不少是先由福建逃到新加坡，再移居香港的，新加坡現今仍有大約40-50%人屬於閩南人，參看新加坡華人。

###### 閩南裔台灣人
現今閩南裔台灣人有44.5%祖籍泉州，35.2%祖籍漳州，81%祖籍閩南地區，3.6%祖籍潮州（參見台灣族群），更有不少是在蔣中正逝世後放棄反攻大陸時遷入的東南亞資本，台灣十大富豪中更有7名祖籍泉州，因閩南話當中其實不是完全一致，而台灣的閩南話主流腔調接近閩南話中的廈門話和漳州話，而香港有70萬泉州人，北角到太古實為泉州人的群居地，所以不少語言相同的台灣閩南商人投資和移民聚居。但在香港的台灣、新加坡、東南亞華人大多操閩南話，非福建籍的香港人都誤稱他們為福建人，其實在北角，更多的是華僑。
偷渡潮以及六七暴動後在香港長大的人大多以廣州話為日常用語，但在二十世紀六十年代，香港集合了東南亞資本，台灣方面因為政治情況，不少民營企業也要上交大量利潤作為以一省之力反攻大陸的準備，經濟不景，不少較富有的移民亦定居香港，多在北角以及鰂魚涌長大，因為他們不少也是在共產黨成立後才移居台灣的，亦以福建人自稱，這些人到現今亦主要以閩南語作為日常溝通方法，但下一代亦改用廣州話。

##### 閩東人及其餘閩海族群
福建的閩民系之中，閩南人外，還有閩東人（福州人）、閩北人、興化人等族群。此外广东的雷州人以及海南岛的瓊州人（使用海南话的族群）亦是闽民系的分支。
閩東人即福州人，為香港人口第二大的福建裔群體，但人口遠少於閩南人，主要聚居在西環、上環和荃灣。但扣除東南亞為本部而亦大量投資香港的富豪，常駐香港有一定數量的富豪都是福州人，如利嘉國際的陳隆基，有80多億財產，大多數時間都比前政務司司長唐英年家族富有。而東南亞除了閩南民系外亦有大量福建富豪，他們很多亦有香港居民的身份，比上海來的資本家多數百倍以上(閩民財富有華人85%以上)(香港百大富豪只有兩名來自上海，4名寧波，而且香港實際上只有四名大富豪資本家，其餘資本不太突出，而福建富豪則遍佈世界)，香港還有很多富有的福建其他民系的人，和部份來自廣東的富豪一樣，一般都很低調，反而有自江浙地區的富豪，人數其實很少，但都熱衷參與政界，娛樂圈而為人所熟悉，香港吳人第4富有家族唐英年家族在forbes香港四十大富豪榜只勉強進入四十大(39名)一次，近年最高峰也和東南亞福建福州首富郭鶴年財產相差25-30倍，後者有大量香港企業，如嘉里建設，亦為香港人，亦是李嘉誠在壽臣山的鄰居，但部份香港人對後者認知很少。但香港更多有香港永久居民身份及香港上市公司的福建富豪都會被計入東南亞福豪榜而非香港福豪榜，而祖籍福州的郭鶴年比絕大多數香港富豪更大量的投資香港，因為發跡地在東南亞，歸入東南亞富豪榜；反而李嘉誠算入香港富豪榜，總財產比郭鶴年略多，很大量投資是在歐洲。

#### 吳越民系

##### 上海人
香港的上海人在1965年前主要聚居在油尖旺區上海街一帶，後來新移民不少亦分佈在黃大仙區、觀塘區一帶，以及近二十年向新界的新市鎮遷移，近十年不少上海新移民住在深水埗，早期在灣仔以及北角的色情場所亦引來少部份上海人居住，但在港島的上海人人口不僅無法與九龍比較，亦遠少於新界。
在香港的上海以及吳人主要1980年後，改革開放至即捕即解前的偷渡潮末段大量湧入，在民國時期以及共產黨治國後，由當時極貧窮的上海大量抵港，透過人事關係、通婚以及雙非嬰兒到港，因香港教育水平，工資都遠超上海而移民來港，近年香港洗碗工引來全國熱話，香港最低工資下，洗碗工月薪在1萬2千。因為上海人不是香港人主體，即廣府、閩海、客家，使很多香港人都認為上海人是大陸人，但在大陸的上海人卻認為他們是香港人，在生活上到不少挫折，初來港的上海女性不少因為想取快錢而經營加入色情行業。而雙非嬰兒以省計是廣東最多，但以城市計則是上海最多。最初很多上海人多住在香港的公共房屋，如林海峰三姊弟居於勵德邨，而香港亦有不少比較窮困的上海人子女在大陸出生，90年代移居香港，如鄧紫棋和angelababy等，最初都居於九龍半島。
上海人在較早前亦有在香港經營色情行業，天津、山西、北京等福建以北城市，當地不少富豪抵港或台灣，但民國時期大陸人均GDP只有非洲一半，而上海富有人士多是洋人，至今福建以北的地區的總和仍不足10%香港總富豪數量，在台灣的富豪亦極少。在1980年前已抵港的上海人以及吳人在數只佔現今吳人的較少部份。

###### 色情行業、上海街以及小上海
滿清滅亡前，香港很少上海人。香港在二戰前已經有一定數量上海人，主要從事色情以及娛樂行業，經營夜總會等，主要聚集於上海街一帶，此街貫通佐敦站到太子站橫跨四個港鐵站的一條長街道，亦因為大量上海人聚集而成名，此地帶的色情街道亦有「小上海」之稱，連街道亦以上海命名(在香港的「上海」一詞不但代表上海的事物，更多時代表了色情)，在1970年前這兒不少上海人亦以上海話溝通，亦是上海人的主要聚居地，而現今吳松街、廟街和上海街，更變成色情三街，每日中午起，多幢唐樓的樓梯口，都有打扮惹艷的足浴店女職員，向途人派傳單推銷拉客。足浴店成行成市，有足浴店女工指全因開業容易，「唔使攞按摩院牌照，只要申請商業登記，租個單位就得」。
英國政府最初只開發香港島的維多利亞城，因為大量廣州人因太平天國戰亂湧入九龍，而來港的人口又以男性比率較多，從而使此地區的色情行業發達。至今上海街以及附近的砵蘭街仍為香港最大型庶民色情中心。二戰後，因為福建富商郭春秧的後人在北角大辦夜總會，隨後附近的銅鑼灣的遊樂園又辦類似的夜總會，當時上海人有豐富經驗，上海人活躍的地區又擴展到港島，但區內人數仍然遠不及閩民系及廣府民系多，只佔區內人口的一少部份，北角以及灣仔在1970以及2000年以前都被色情行業的客人稱為「港島小上海」，來港的上海人最初大多從事夜總會的活動，受顧於福建華僑或廣州資本，於油尖旺區、北角及銅鑼灣一帶經營色情行業，但後來後兩者的高級夜總會相繼結業，上海人把色情行業搬入灣仔(後來亦改為商業區)以及在九龍自資一些通俗色情場所，不少上海人亦從事娛樂圈。但隨住灣仔發展商業區，駱克道一帶色情行業已經很式微，港島小上海最初為北角，後來則為灣仔(駱克道)，2000年開始，灣仔發展商業區，色情行業式微，最後一個港島小上海亦沒有了，現在的上海街一帶仍有不少上海人，是香港最多上海人的地方，但因人數有限，難像閩人和客家人有自己的圈子。年輕一輩又害怕被人聽到自己說上海話會被認為大陸人，已經很少年輕人在這些地區使用上海話。繼北角，灣仔的色情場所相繼結業後，九龍最後兩間苟延殘喘的老牌舞廳「卡樂」和「金龍鳳」於2012年5月尾結業，紙醉金迷50年，亦無奈要結業關門。但時至今日，上海街一帶仍色情場所林立。但已不及1980年代，在上海街所見的店舖，幾乎都是和色情行業有關的。
現今香港的電視戲劇節目，講述民國到1980年代的香港夜總會，台上的舞小姐絕大多數都用普通話演唱「夜上海」一曲，1980年代改革開放前，很多香港人對上海人的印象大多立即聯想到色情行業，以及言語不通。

###### 各省民工及中國共產黨員
1949年不少共產黨特務藉口來香港做夜總會服務員混入北角，而且在1967年策動六七暴動，在北角區破壞是全港之最，當中福建華僑的損失最多，策動者多為上海租客，而地主多為福建華僑，雖然此事只是部份上海人的行為，但不少福建人不肯再將物業租給上海人，從此此區上海人數量大減，只餘下富有和已置業的那一班。此外左派的長城公司，是上海江浙人的天下。

###### 商人
1949年上海政權易手，大批上海人移居香港。但因為當國民黨的政策不能向黨內高官的友好實施，不少上海江淅富商仍保留自己的財產，而且大部份的江浙人士移居香港，尽管江浙籍贯只占到香港总人口2%左右，前五十名富豪中却有七位（14%）籍贯江浙。

##### 江蘇及浙江吳民系
香港吳人富豪的代表實為寧波人而非上海人，香港現今的四十大富豪有一名上海人、二個寧波人(包括前特首董建华弟董建成家族)，吳語人口只有三名富豪。而廣東只計算四邑(即廣東省江門一市人便有五名)。來自上海的人，真正的籍貫也是來自全國各省，不限浙江和江蘇，而包括福建，廣東等。但福建，廣東的，因為有大量香港親屬，生活通常較好。香港不少廣府人對廣東以外的認知都不足，對說吳語地區的人稱為上海人，對說閩語的都稱為福建人，其餘皆稱為北方人。祖籍此地區也有不少知名人士，如金庸、倪匡，但初期在香港也過住貧困的生活。吳民系主要來自江蘇和浙江。

#### 山東人
從1922年9月香港第一次招收山東籍警員算起（舊時皇家香港警隊D隊），山東人已在香港生活至少89年。由於威海曾經同樣是英國殖民地，1949年前曾經有大批的山東人（以威海人為主）來到香港充當警察與海員，現今石塘嘴一帶，便是北方海員聚集地，而做警察的山東人當中有很多人晉陞，直到今日，香港警務處仍有很多祖籍山東的高級警官。據山東同鄉會粗略估計，包括那些早年來港的後裔，但更大量是後期到港的，在香港的山東人已多達30多萬，約佔全港人口的4-5％。。這些山東人在後期在新界開發新市鎮後亦大量遷入新市鎮，梁振英在視察東涌時便有市民以山東話和他交談（梁振英本人也是山东人后代），所以現在居於石塘嘴一帶只有少部份山東人，更多是散居於新市鎮。

#### 四川及重慶人
香港本來的四川人较少，大量巴蜀人移居香港主要在中國改革開放之後。改革開放前也有前来香港的四川人，如新亚书院创办人之一的南来文人唐君毅，及有重庆李嘉诚之称的香港富商张松桥。改革开放后不少四川人在珠三角或香港工作而結識香港人，從而以婚姻取得香港居民的資格。香港有不少舞小姐是來自四川的，部份透過與香港人通婚而取得永久居民資格。2012年的行李篋藏屍案受害者便是四川舞小姐，該名受害者先到深圳娛樂場所結識香港人，雖然與丈夫生了子女，認為丈夫只是地盤工人，不能帶給自己美好的生活，得到居港權後便立即離婚，加入色情行業賺取快錢。也有香港人包四川二奶個案以及港人四川籍妻子闖關生子的情況。當然，這個數量在當地人中是極少數。大部分四川及重慶人主要以正規渠道來港，如投靠親屬和工作簽證等，當中以假結婚來騙取香港居民資格的比例也相較於其他省份低。

### 越南船民
因越南戰爭，北越統一南越後，支持南越陣營的越南人遭到清算，因此爆發了越南船民問題，加上1979年7月英國政府在日內瓦簽署一項關於處理越南難民問題的國際公約，指定香港為第一收容港，香港累積收留了高達20萬的越南船民，當中有相當比重為越南華人。越南難民是香港首次大規模收留除中國內地大逃港之外的大規模難民。除取得香港居民身分的越南難民之外，其中還有相當比重的越南難民經香港政府遣送或自愿前往世界主要發達國家，如美國、澳大利亞等，當中較出名的有奧斯卡獎得主關繼威。雖然越南難民問題為當時香港帶來不少挑戰及社會問題，但由於不少越南難民經香港前往主要發達國家後，經濟和社會地位得到改善，長遠來看，該問題卻使得香港國際地位進一步提升。

### 少數族裔
香港的少數族裔主要指來自東南亞、南亞、中亞、中東等國家的人員，例如印度、尼泊爾、巴基斯坦等，也有外國傭工如印尼、菲律賓。在絕大多數情況下，香港人只會稱其國家名稱，而非其民族名稱。此外，居港白人雖然在香港佔少數，但香港少数族裔一般只指南亚或东南亚族裔。

### 其他移民
| 出生地     | 2001年    | 2001年    | 2011年    | 2011年    |
| 出生地     | 人數      | %         | 人數      | %         |
| ---------- | --------- | --------- | --------- | --------- |
| 香港       | 4,004,894 | 59.7      | 4,278,126 | 60.5      |
| 中國大陸   | 2,180,153 | 32.5      | 2,190,973 | 31.0      |
| 印度尼西亞 | 93,193    | 1.4       | 170,134   | 2.4       |
| 菲律賓     | 144,353   | 2.2       | 134,078   | 1.9       |
| 澳門       | 70,146    | 1.0       | 61,846    | 0.9       |
| 印度       | 16,129    | 0.2       | 24,697    | 0.3       |
| 英国       | 22,028    | 0.3       | 20,986    | 0.3       |
| 泰國       | 21,497    | 0.3       | 18,045    | 0.3       |
| 美国       | 15,380    | 0.2       | 16,513    | 0.2       |
| 臺灣       | 13,272    | 0.2       | 15,098    | 0.2       |
| 加拿大     | 16,236    | 0.2       | 14,873    | 0.2       |
| 马来西亚   | 15,579    | 0.2       | 14,868    | 0.2       |
| 日本       | 14,633    | 0.2       | 13,802    | 0.2       |
|            | 9,343     | 0.1       | 12,383    | 0.2       |
| 巴基斯坦   | 7,677     | 0.1       | 11,495    | 0.2       |
| 新加坡     | 10,276    | 0.2       | 10,853    | 0.2       |
| 越南       | 11,483    | 0.2       | 10,553    | 0.1       |
| 尼泊尔     | 6,790     | 0.1       | 9,998     | 0.1       |
|            | 4,970     | 0.1       | 5,143     | 0.1       |
| 法國       | 2,730     | 0.0       | 4,117     | 0.1       |
| 總計       | 6,708,389 | 6,708,389 | 7,071,576 | 7,071,576 |

華人以外的種族，以印尼人及菲律賓人人數最多，各佔1.9%，之後為白人，佔0.8%、其次為印度人、巴基斯坦人、孟加拉人、尼泊爾人、日本人、泰國人、土耳其人、俄羅斯人、烏克蘭人、阿爾巴尼亞人等。
英國人大都在殖民地時期來香港工作和定居，多是大企業、政府部門和公營機構高層，如董事長、行政總裁、高官、法官和警官；也有不少屬專業人士，如醫生、大律師和機師；也有一部份在公立和津貼學校任教英語。雖然主權移交後有少量英國人離開，但仍有很多選擇繼續定居香港，甚至歸化領取特區護照，而且這類移民部份能操流利粵語。由於主流社會普遍崇尚西方文化，所以居民在香港普遍受到尊重。2005年人口統計居港英國公民約13,490。
現今尖沙咀已成為各種族人仕的聚居地，展現多元文化，包括東南亞人、中東人、南美人、南亞人，在1990年代開始因各種原因非永久性地居住在唐樓重慶大廈及其周邊唐樓中，經典電影重慶森林亦以此為題材，重慶大廈亦成西方旅遊天書的推薦景點，在新界北面亦永久地聚居了不少南亞籍香港人。
偷渡客可能抱發財心態來港，然而本地難民卻只希望自食其力。在深水埗汝州街一帶，是來自巴基斯坦、孟加拉、印度等國的難民聚居地，平日難民們會各按種族，三五成群聚集在街上，閒聊度日之餘，亦等待被僱用賺錢。深水埗的難民數目眾多，單計孟加拉難民相信已達一百人以上，他指大部份人皆因性命受到威脅，才逃到香港保命。
最早移居香港的日本人主要是在香港日佔時期來的，他們主要是駐港日軍的親友，但大部份在戰後已返回日本，只有極少數繼續居留。雖然如此，香港的日人數字並未有大幅減少，反而在1960年代更出現日移民高峰期，使香港不久就在北角寶馬山建立香港日本人學校以專門提供日籍家庭的子女就讀。後來的日本人在香港主要從商，他們大多數在1980年代中國改革開放時來到香港，希望以香港作為進入中國的跳版。他們大都是來香港工作和定居的日資大企業高層。他們在香港落地生根，第二代普遍操流利廣東話，而且入讀主流學校。不過，如果家庭並不打算在港定居，會把子女安排在日本國際學校，以便將來回國發展。2005年人口統計居港日本人約11,800。
韓國人過去主要從事貿易，聚居在尖沙咀的金巴利街，為來港的船員選購手信、或為他們提供家鄉的食品。自從1990年代香港政府展開玫瑰園計畫，各項龐大的基建工程、特別是造構的工作，都是韓國人的專長。在港居住及工作的韓國人有35000人，佔了本地人口差不多0.5%。
自2010年至2019年反修例運動前，愈來愈多來自東歐和巴爾幹半島國家的塞爾維亞人、羅馬尼亞人、克羅地亞人、黑山人以至阿爾巴尼亞人來港定居，主要為運動員和其家屬，他們為香港體育界作出不少貢獻，例如加盟香港足球隊外援隊伍成為港隊一份子，而他們一些子女也會在港留學，估計2019年爆發反修例運動前在港人口約有1000人左右。
不過，隨著2019年夏季反修例運動爆發、2020年香港國安法實施令香港籠罩白色恐怖；加上香港治安逐漸轉差，以及香港政府放寛COVID-19防疫政策方面遠遠落後於世界其他國家，不少曾居港生活和工作的外籍人士(尤其是歐美國家民族)，已開始計劃甚至已經離港回鄉生活。

## 人口狀況

### 教育
2005年7月，在15歲及以上人口中，教育程度達到大專程度佔22.1%，達到中學或預科程度佔51.9%，達到小學程度佔19.6%，小學程度以下或未接受過教育佔6.4%。
〈15歲或以上〉兩性具中學或以上程度學歷比例〈2011年7月〉
- 男性：81.2%
- 女性：74.7%

識字率：（2002年）
- 總人口：93.5%
- 男性：96.9%
- 女性：89.6%

註：定義為曾在學校學習過的15歲及以上人口
| 教育程度         | 1961年    | 1961年    | 1971年    | 1971年    | 1981年    | 1981年    | 1991年    | 1991年    | 2001年    | 2001年    | 2011年    | 2011年    |
| 教育程度         | 人數      | %         | 人數      | %         | 人數      | %         | 人數      | %         | 人數      | %         | 人數      | %         |
| ---------------- | --------- | --------- | --------- | --------- | --------- | --------- | --------- | --------- | --------- | --------- | --------- | --------- |
| 未受教育、幼稚園 | 635,778   | 34.3      | 708,748   | 28.0      | 604,623   | 16.1      | 557,297   | 12.8      | 469,939   | 8.4       | 391,731   | 6.3       |
| 小學             | 732,047   | 39.5      | 980,509   | 38.8      | 1,283,393 | 34.2      | 1,100,599 | 25.2      | 1,148,273 | 20.5      | 1,028,248 | 16.5      |
| 初中             | 243,002   | 13.1      | 338,104   | 13.4      | 679,531   | 18.1      | 837,730   | 19.2      | 1,060,489 | 18.9      | 1,119,633 | 17.9      |
| 高中、預科       | 173,409   | 9.4       | 389,705   | 15.4      | 931,959   | 24.9      | 1,383,848 | 31.7      | 2,001,771 | 35.8      | 2,005,373 | 32.1      |
| 專上(文憑、證書) | 24,339    | 1.3       | 46,045    | 1.8       | 123,753   | 3.3       | 234,912   | 5.4       | 209,878   | 3.7       | 581,248   | 9.3       |
| 大學(學位)       | 44,038    | 2.4       | 65,615    | 2.6       | 125,794   | 3.4       | 255,979   | 5.9       | 708,622   | 12.7      | 1,121,783 | 18.0      |
| 總計             | 1,852,613 | 1,852,613 | 2,528,726 | 2,528,726 | 3,749,053 | 3,749,053 | 4,370,365 | 4,370,365 | 5,598,972 | 5,598,972 | 6,248,016 | 6,248,016 |

### 人口密度/居住

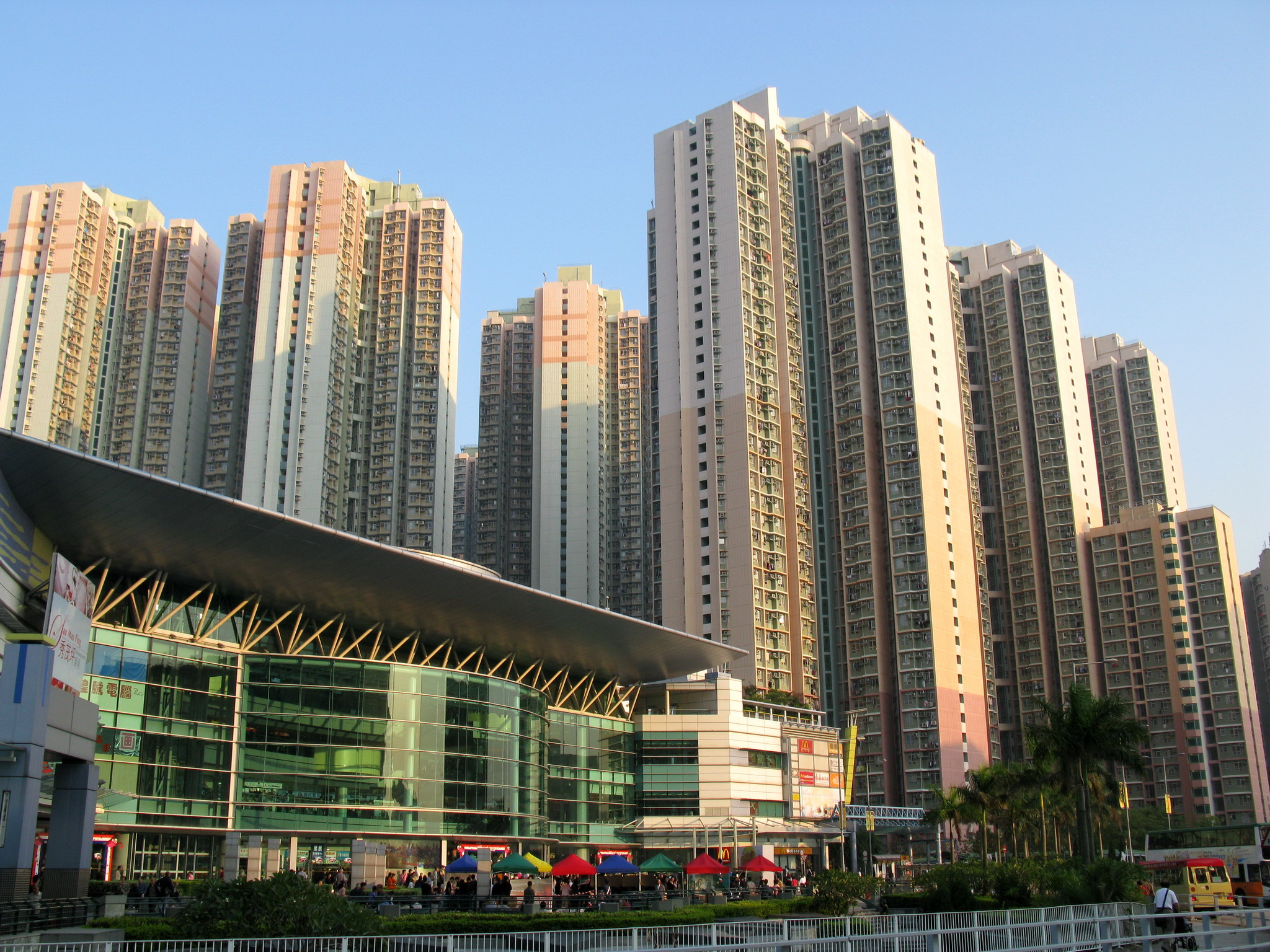
高密度的香港公營房屋（觀塘區秀茂坪）

香港是世界人口密度最高地方之一，根據2015年統計，每平方公里為6,690人:10。 香港的已開發土地不多，如果只將已開發土地計算在內，每平方公里超過3萬人。
大部分香港人居住於公寓大廈，而非平房，公寓大廈的面積一般比較狹小，四人家庭普遍只能住在面積400至800平方呎的空間；在市區中，居住面積達1000平方呎的家庭，生活算相當富裕。
1950至60年代左右，大量來自中國大陸的移民遷居香港，房屋不夠的問題異常突出，「木屋」這類房子便開始「漫山遍野」地出現。1964年達到高峰，全港有兩成人口居住在木屋區，而木屋多數建在陡峭的山坡上，以薄鐵皮和木材建成，設施、居住和衞生環境相對簡陋和惡劣。
1953年的聖誕夜，石硤尾大火把2,500多間木屋燒毀，53,000餘人一夜間變得無家可歸，須在寒冬裏露宿街頭。這場大火迫使港府認真正視長期未解決的香港市民住宿問題，終開始大規模的公共房屋的建設計劃。1970年代起港府開始清拆木屋，讓木屋區居民遷進公共屋邨，新屋邨設備齊全，邨內有學校、商場、康樂設施等配套，生活環境大為改善。
隨著香港新市鎮發展，香港市區與鄉郊的人口不斷密度差別，比起1970年，比例已經大大降低。
1990年代中期，香港市區人口密度約每平方公里25,000餘人，比當時中國人口最密集的上海市高出一倍。香港住宅樓價亦相當高昂，1996年時，46平方米（約495平方呎）的單位約需200多萬港幣。

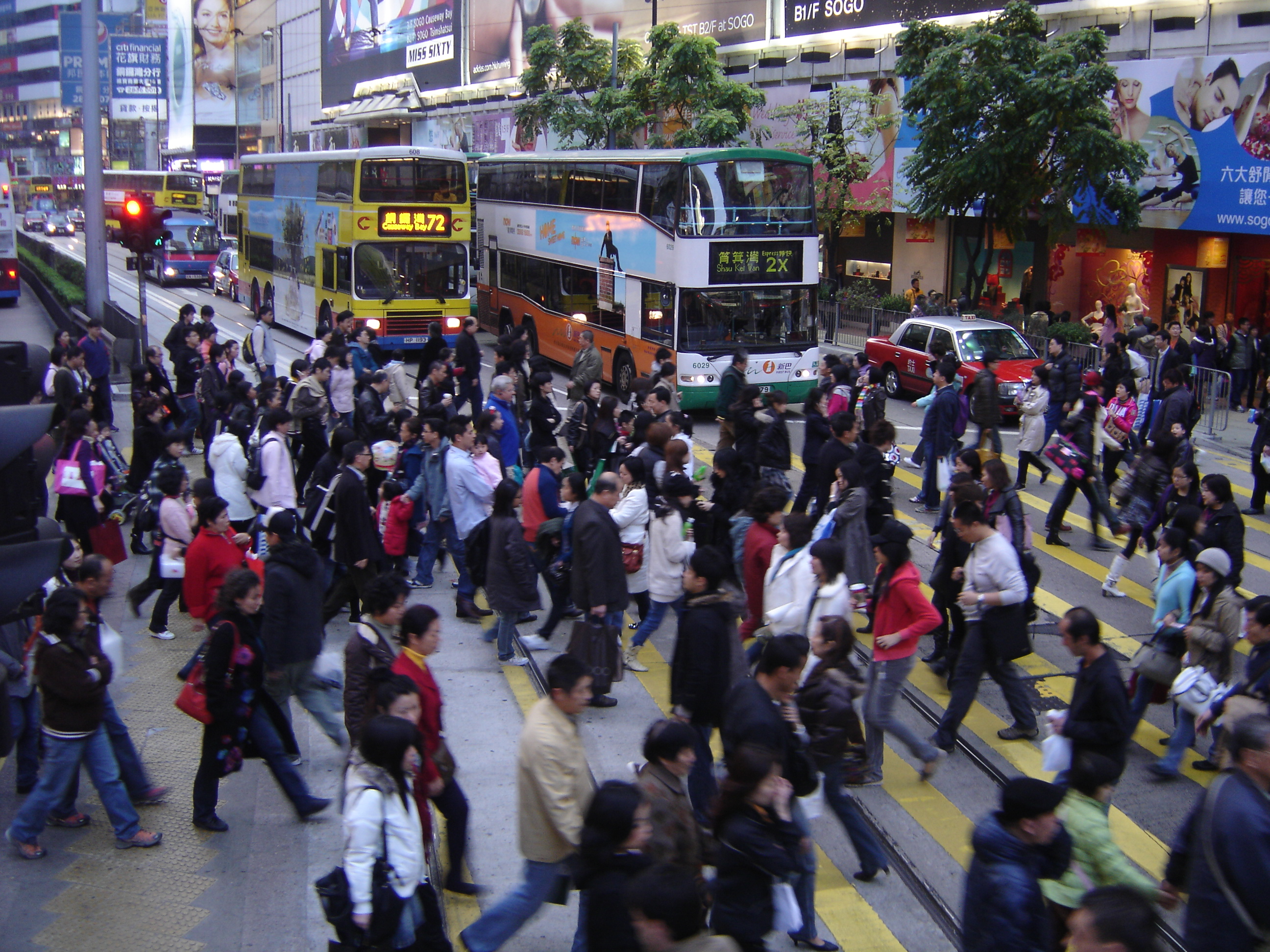
熙來攘往的銅鑼灣街頭

直至2000年代以前，香港仍有不少名為「籠屋」的住房，大多位於深水埗區。現在「籠屋」的數量已大大減少，但仍有少量存在。「籠屋」又可雅稱為「床位寓所」，其實只是一張雙層或三層鐵架床，床身四週圍上鐵籠，以保護「籠內居民」的財物（香港人把他們稱作「籠民」）。香港寸金尺土，負擔不起租金的赤貧人士，唯有居住在「籠屋」中，其生活起居全在籠內。
香港地少人多，樓宇向高空發展，一般市民所住的居所樓層頗高。不論是新落成的豪宅或公營房屋，一般有40層樓以上，部分更達70層樓。人口垂直佈置，綠化範圍不受影響，解釋了「人口密集的綠色城市」並沒有矛盾。香港住戶貧富差距亦十分懸殊，半山區和九龍筆架山等為傳統高尚住宅區，環境清幽，單位寛敞；另一邊廂，社會底層人士卻只能屈居在異常狹小、擠迫、設施欠缺齊全的籠屋和劏房中，引伸出如N無人士一類的深層次社會問題。
在香港十八區中，觀塘區的人口密度最高，為每平方公里有50,910人。若以地區而言，旺角是全港人口密度最高的地區，平均密度為每平方公里13萬人。香港島以南的鴨脷洲更成為全世界人口最密集的島嶼之一，每平方公里有超過60,000人居住。。
| 地區   | 已發展土地人口密度（每平方公里） |
| ------ | -------------------------------- |
| 香港   | 27,400                           |
| 孟買   | 26,400                           |
| 紐約   | 20,800                           |
| 倫敦   | 11,000                           |
| 新加坡 | 10,700                           |

| 地區   | 人均居住面積（平方呎） |
| ------ | ---------------------- |
| 香港   | 170                    |
| 深圳   | 300                    |
| 上海   | 260                    |
| 中國   | 350                    |
| 新加坡 | 270                    |
| 東京   | 210                    |

### 宗教信仰
香港有宗教信仰自由，不論香港主權移交前後都沒有改變。
每個主要的宗教在香港都有信徒，主流宗教包括佛教、天主教、基督新教、道教、伊斯蘭教、儒教。其他較冷門的教派，如摩門教（即耶穌基督後期聖徒教會）、神道教、錫克教、以至拜火教，在港亦有信徒，部分更擁有龐大資產。祭祖的行為也非常普遍。
在香港，無宗教信仰者為眾，但不少無信仰的人也會有到廟宇的習慣，部分同時信奉佛教、道教，每逢農曆新年，黃大仙祠及車公廟等均有大量信眾前往上香。
基督教（包括新教及天主教）約佔在香港人口的13%，香港各地區有為數不少的教會，人數略有增加的趨勢。
在香港，宗教自由一直受到香港基本法保障。現時法輪功的人士在香港實際上受到香港法律的保護，但近年反法輪功的親中團體日趨活躍，而關於法輪功是否作為宗教存在爭議。事實上，只要該宗教不觸犯法例，都不會被取締。
現時在港被禁止的邪教，只有誘拐少年離家出走的天父的兒女、及強逼女信徒賣淫的青龍教等等。

## 詳細人口分析

### 出生人口及出生率
香港出生率是全球225個國家及地區中最低之一。根據香港政府統計處數字，下表列出2001年開始之香港活產嬰兒數目明細：
| | 香港活產嬰兒數目 | 香港活產嬰兒數目 | 大陸女性在香港生產的嬰兒數目 | 大陸女性在香港生產的嬰兒數目 | 大陸女性在香港生產的嬰兒數目 | 大陸女性在香港生產的嬰兒數目 | 大陸女性在香港生產的嬰兒數目 |                                          |
| 年份 | 活產嬰兒總數     | 粗出生率         | 單非                         | 雙非                         | 其他                         | 总计                         | 佔比                         | 备注                                     |
| --- | ---------------- | ---------------- | ---------------------------- | ---------------------------- | ---------------------------- | ---------------------------- | ---------------------------- | ---------------------------------------- |
| 2001 | 48,219           | 7.2‰             | 7,190                        | 620                          | N/A                          | 7,810                        | 16.2%                        | 其他類別沒有數字                         |
| 2002 | 48,209           | 7.1‰             | 7,256                        | 1,250                        | N/A                          | 8,506                        | 17.6%                        | 其他類別沒有數字                         |
| 2003 | 46,965           | 7.0‰             | 7,962                        | 2,070                        | 96                           | 10,128                       | 21.6%                        |                                          |
| 2004 | 49,796           | 7.3‰             | 8,896                        | 4,102                        | 211                          | 13,209                       | 26.5%                        |                                          |
| 2005 | 57,098           | 8.4‰             | 9,879                        | 9,273                        | 386                          | 19,538                       | 34.2%                        |                                          |
| 2006 | 65,626           | 9.6‰             | 9,438                        | 16,044                       | 650                          | 26,132                       | 39.8%                        | 從2006年開始，粗出生率受到“雙非”較大影響 |
| 2007 | 70,875           | 10.2‰            | 7,989                        | 18,816                       | 769                          | 27,574                       | 38.9%                        |                                          |
| 2008 | 78,822           | 11.3‰            | 7,228                        | 25,269                       | 1,068                        | 33,565                       | 42.6%                        |                                          |
| 2009 | 82,095           | 11.8‰            | 6,213                        | 29,766                       | 1,274                        | 37,253                       | 45.3%                        |                                          |
| 2010 | 88,584           | 12.6‰            | 6,169                        | 32,653                       | 1,826                        | 40,648                       | 45.9%                        |                                          |
| 2011 | 95,451           | 13.5‰            | 6,110                        | 35,736                       | 2,136                        | 43,982                       | 46.1%                        | 2011年之活產嬰兒數字，為1965年之後最高   |
| 2012 | 91,558           | 12.8‰            | 4,698                        | 26,715                       | 1,786                        | 33,199                       | 36.2%                        | 2012年4月26日，「零雙非」政策正式實施。  |
| 2013 | 57,084           | 8.0‰             | 4,670                        | 790                          | 37                           | 5,497                        | 9.6%                         |                                          |
| 2014 | 62,305           | 8.6‰             | 5,179                        | 823                          | 22                           | 6,024                        | 9.7%                         |                                          |
| 2015 | 59,878           | 8.2‰             | 4,775                        | 775                          | 16                           | 5,566                        | 9.3%                         |                                          |
| 2016 | 60,856           | 8.3‰             | 4,370                        | 606                          | 3                            | 4,979                        | 8.2%                         |                                          |
| 2017 | 56,548           | 7.6‰             | 3,826                        | 502                          | 6                            | 4,334                        | 7.7%                         |                                          |
| 2018 | 53,716           | 7.2‰             | 3,549                        | 434                          | 0                            | 3,983                        | 7.4%                         |                                          |
| 2019 | 52,856           | 7.0‰             | 3,343                        | 393                          | 5                            | 3,741                        | 7.1%                         |                                          |
| 2020 | 43,031           | 5.8‰             | 1,955                        | 218                          | 3                            | 2,176                        | 5.1%                         |                                          |
| 2021 | 36,953           | 5.0‰             | 1,028                        | 131                          | 0                            | 1,159                        | 3.1%                         |                                          |
| 2022 | 32,512           |                  | 867                          | 123                          | 7                            | 997                          | 3.1%                         | 2022年為臨時數字                         |
| 2023 |                  | 4.4%             |                              |                              |                              |                              |                              |                                          |
| 注：1. “單非”指“其配偶為香港永久性居民”。 2.“雙非”指“其配偶為非香港永久性居民”。3. “其他”指“在出生登記時，大陸母親並沒有提供嬰兒父親居民身分的資料”。 |                  |                  |                              |                              |                              |                              |                              |                                          |

2011年年中至2012年年中的人口自然增長為50,100人。期內，香港居民淨遷移人數為淨移入14,600人。統計處指出，出生及單程證持有人的移入均是整體人口增長的重要元素。2011年年中至2012年年中的出生人數為93,200人，與整體人口增長的比率為144%。單程證持有人的移入（52,100人）與整體人口增長的比率為80%。若然撇除單程證持有人入境的數目，淨移出人口有37,400人，與整體人口增長的比率為58%。
2013年內出生人口為27,400人，包括逾698萬名常住居民和約21萬名流動居民；人口分佈方面，香港島居民佔香港人口17.7%，九龍佔30.0%，其餘52.2%則包括住在新界及水上的居民。

### 年齡結構
| 男性    | 年齡  | 女性    |
| ------- | ----- | ------- |
| 534     | 100+  | 3,111   |
| 4,284   | 95-99 | 13,073  |
| 13,845  | 90-94 | 33,277  |
| 40,350  | 85-89 | 64,807  |
| 74,103  | 80-84 | 92,865  |
| 101,223 | 75-79 | 105,151 |
| 112,184 | 70-74 | 108,643 |
| 196,503 | 65-69 | 199,200 |
| 244,126 | 60-64 | 251,153 |
| 306,819 | 55-59 | 316,230 |
| 292,733 | 50-54 | 350,332 |
| 240,287 | 45-49 | 326,750 |
| 234,587 | 40-44 | 335,218 |
| 227,983 | 35-39 | 343,310 |
| 232,987 | 30-34 | 344,245 |
| 227,755 | 25-29 | 282,481 |
| 220,263 | 20-24 | 224,811 |
| 176,507 | 15-19 | 164,400 |
| 132,291 | 10-14 | 126,927 |
| 151,175 | 5-9   | 140,592 |
| 144,823 | 0-4   | 134,647 |

年齡結構： （2019年中）
- 0-14歲： 874,900 （11.7%）
(男性 450,700 / 女性 424,200）
- 15-64歲： 5,310,500 （70.7%）
(男性 2,356,200 / 女性 2,954,300)
- 65歲以上： 1,322,000 （17.6%）
(男性 616,100 / 女性 705,900）

粗死亡率：（2013年）:10
- 6.0/千人

按政府統計處在2004年發表《香港人口推算2004－2033（页面存档备份，存于）》，估計到2033年，全港65歲及以上人口將有27%，相對2003年的11%，增長相當顯著。

### 粗死亡率
| 1964年至1983年香港的死亡率     |
|                                |
| 按每千名標準人口計算的死亡數。 |

| 1984年至2003年香港的死亡率     |
|                                |
| 按每千名標準人口計算的死亡數。 |

| 2004年至2023年香港的死亡率     |
|                                |
| 按每千名標準人口計算的死亡數。 |

### 預期壽命
雖然香港人生活繁忙，但由於有完善醫療設施及全面的老人福利政策，香港是全球最長壽地區之一。2013年，出生時香港男性的預期壽命為81.1歲，為全球首位，女性預期壽命為86.7歲，僅次於日本。
香港許多商戶、政府設施及公共交通工具會提供老人優惠。

### 性別
在1990年代後期或以前，香港人口是男多女少，約2000年代初期開始，逐漸變成女多男少。這是因為當時政府更改了人口統計方式，把在港工作的外籍家庭傭工（下簡稱外傭）也計算在內，外傭達約374,000人（2020年12月31日數字），幾乎全是菲律賓或印尼女性；同時，中港婚姻日多，大部份為中老年香港男性配年輕大陸女性，大量港人大陸妻子持單程證來港與港人丈夫團聚及定居；加上女性一般較長壽，使女長者較男長者多；因而三方面大幅推高整體女性人口。
值得注意的是，自從此現象出現後，香港主流傳媒便經常強調「香港女多男少」，更將之炒作至戀愛婚姻話題上，當中多有斷章取義、不盡不實之處，使香港民間普遍以為「香港女多男少，女性難覓戀愛婚姻對象」，甚至成為茶餘飯後熱門話題之一，但事實上這是一場誤會。
如前述，因為大量的外傭和港人大陸妻子，加上女長者較男長者多，以致大幅推高整體女性人口，才造成所謂「女多男少」。但由於香港社會的主流人倫觀念和擇偶要求，華裔港人幾乎不可能以外傭為戀愛婚姻對象（而且不少外傭也是已婚人士）；港人大陸妻子又屬已婚，長者則大部份早已結婚，即使未婚、離婚、喪偶，到了長者年紀也大多不會考慮戀愛婚姻，故此三者皆不納入婚戀市場。
如果只計算婚戀市場的主角，即處適婚年齡（假設為18至39歲）、從未結婚人士、不包括外傭，女多男少的情況便會癲倒過來。據2021年人口普查（下同），2021年，同時符合以上三個條件者，男性608,337人，女性547,086人，男比女多61,251人，性別比例（即1,000名對女性對多少名男性，下同）為約1,112（即1,000名女性對約1,112名男性），明顯男多女少。
即使大幅放寬標準，把婚戀市場主角，設定為18至49歲、所有法律上可結婚人士（即從未結婚、離婚、喪偶人士合計）、不包括外傭，則男性743,192人，女性736,823人，男比女多6,369人，性別比例為約1,009，雖然男女比例大幅接近，但仍然男多女少。
展望將來，放眼於由嬰兒至青少年的新生代，仍然男多女少。0至15歲的人口（全屬從未結婚），男性444,550人、女性418,523人，男比女多26,027人，性別比例為約1,062。如果只計算活產嬰兒，男多女少情況依然，每年活產女嬰數目一貫地較活產男嬰為少，其中2011年，活產男嬰51,286人，女嬰44,165人，男比女多7,121人，性別比例多達約1,161。
但由於主流傳媒報導相關消息時，通常只簡略地報導整體人口的「女多男少」（整體人口包括外傭、已婚人士、長者等不納入婚戀市場的人口，下同），忽略了以上細節。更多次以之對戀愛婚姻話題大加炒作，當中多有斷章取義、不盡不實之處。例如多次忽略外傭、已婚人士、長者等人口的影嚮，而單憑整體人口的「女多男少」，就斷章取義地斷定婚戀市場的主角也是「女多男少」，並大肆渲染子虛烏有的「香港女多男少，女性難覓戀愛婚姻對象」
。又多次渲染式、單方面選擇性地強調未婚女性人數如何大量；但對於更大量的未婚男性人數，卻異常低調，通常輕輕帶過。又把年齡層的影響完全忽略，事實上25歲以下組群實為男多女少（因此年齡層的外傭和港人大陸妻子比例較少，且活產男嬰數量一向遠較活產女嬰多）。因此造成自2000年代初至今逾20年間，香港民間普遍抱有「香港女多男少，女性難覓戀愛婚姻對象」此一錯誤觀念。
男女性比例： （2014年中）:10
- 女性總數：3,896,600
- 男性總數：3,345,100
- 比例：1,000: 858

婚姻數字〈2011年7月〉
- 已婚女性比例：55.1％，
- 從未結婚女性比例：30.5％
- 已婚男性比例：60.4％
- 從未結婚男性比例：34.8％

性別比：（2005年）
- 出生：1.1男/女
- 15歲以下：1.1男/女
- 15-64歲：0.96男/女
- 65歲以上：0.86男/女
- 平均：0.96男/女

嬰兒死亡率：（2005年）
- 平均：2.97/千人
- 男性：3.16/千人
- 女性：2.77/千人

### 種族
本表以香港特別行政區歷次人口普查種族構成主要資料為主，兼納代表性種族構成資料。本表所列包括各個族群人口數、各個民族佔本地區少數族群比重、佔本地區人口比重
。
| 種族       | 2001年    | 2001年    | 2011年    | 2011年    |
| 種族       | 人數      | %         | 人數      | %         |
| ---------- | --------- | --------- | --------- | --------- |
| 華人       | 6,364,439 | 94.9      | 6,620,393 | 93.6      |
| 印尼人     | 50,494    | 0.8       | 133,377   | 1.9       |
| 菲律賓人   | 142,556   | 2.1       | 133,018   | 1.9       |
| 西方白人   | 46,584    | 0.7       | 55,236    | 0.8       |
| 混血       | 19,441    | 0.3       | 29,001    | 0.4       |
| 印度人     | 18,543    | 0.3       | 28,616    | 0.4       |
| 巴基斯坦人 | 11,017    | 0.2       | 18,042    | 0.3       |
| 尼泊爾人   | 12,564    | 0.2       | 16,518    | 0.2       |
| 日本人     | 14,180    | 0.2       | 12,580    | 0.2       |
| 泰國人     | 14,342    | 0.2       | 11,213    | 0.2       |
| 其他亞洲人 | 7,572     | 0.1       | 7,038     | 0.1       |
| 韓國人     | 5,263     | 0.1       | 5,209     | 0.1       |
| 其他       | 1,394     | 0.0       | 1,335     | 0.0       |
| 總計       | 6,708,389 | 6,708,389 | 7,071,576 | 7,071,576 |

- 【其他】包含：黑人、拉丁美洲人等。

| 國籍       | 1991年    | 1991年    | 2001年    | 2001年    | 2011年    | 2011年    |
| 國籍       | 人數      | %         | 人數      | %         | 人數      | %         |
| ---------- | --------- | --------- | --------- | --------- | --------- | --------- |
| 中國       | 1,945,130 | 35.2      | 6,338,762 | 94.5      | 6,586,576 | 93.1      |
| 印度尼西亞 | 不適用    |           | 54,629    | 0.8       | 137,403   | 1.9       |
| 菲律賓     | 64,658    | 1.2       | 143,662   | 2.1       | 135,081   | 1.9       |
| 英国       | 3,362,946 | 60.9      | 25,418    | 0.4       | 33,733    | 0.5       |
| 印度       | 不適用    |           | 16,481    | 0.2       | 26,650    | 0.4       |
| 巴基斯坦   | 不適用    |           | 9,922     | 0.1       | 17,253    | 0.2       |
| 美国       | 18,383    | 0.3       | 14,379    | 0.2       | 16,742    | 0.2       |
|            | 不適用    |           | 9,505     | 0.1       | 15,949    | 0.2       |
| 尼泊尔     | 不適用    |           | 12,379    | 0.2       | 15,943    | 0.2       |
| 泰國       | 11,787    | 0.2       | 14,791    | 0.2       | 14,211    | 0.2       |
| 日本       | 10,850    | 0.2       | 14,715    | 0.2       | 13,858    | 0.2       |
| 加拿大     | 15,135    | 0.3       | 11,862    | 0.2       | 12,818    | 0.2       |
| 總計       | 5,522,281 | 5,522,281 | 6,708,389 | 6,708,389 | 7,071,576 | 7,071,576 |

- 1991年數據不含151,833名暫時不在居民。

### 墮胎
2006至2015年在認可的醫院或診療所按年齡組別劃分的合法終止妊娠數字現存資料如下：
| 年份 | 年齡組別 | 年齡組別 | 年齡組別 | 年齡組別 | 年齡組別 | 年齡組別 | 年齡組別 | 年齡組別   | 年齡組別 | 總計  |
| 年份 | 0至14歲  | 15至19歲 | 20至24歲 | 25至29歲 | 30至34歲 | 35至39歲 | 40至44歲 | 45歲或以上 | 年齡不詳 | 總計  |
| ---- | -------- | -------- | -------- | -------- | -------- | -------- | -------- | ---------- | -------- | ----- |
| 2006 | 32       | 1164     | 3201     | 2837     | 2549     | 2350     | 1231     | 146        | 0        | 13510 |
| 2007 | 30       | 1199     | 3099     | 2905     | 2612     | 2300     | 1222     | 148        | 0        | 13515 |
| 2008 | 43       | 1129     | 2900     | 2833     | 2568     | 2414     | 1155     | 156        | 1        | 13199 |
| 2009 | 28       | 1052     | 2583     | 2565     | 2305     | 2192     | 1162     | 141        | 0        | 12028 |
| 2010 | 29       | 950      | 2385     | 2356     | 2280     | 2064     | 1042     | 125        | 0        | 11231 |
| 2011 | 32       | 1011     | 2504     | 2549     | 2320     | 2208     | 1126     | 114        | 0        | 11864 |
| 2012 | 30       | 938      | 2361     | 2344     | 2263     | 2156     | 1087     | 119        | 0        | 11298 |
| 2013 | 16       | 874      | 2137     | 2179     | 2278     | 2098     | 964      | 107        | 0        | 10653 |
| 2014 | 22       | 859      | 2035     | 2149     | 2197     | 2007     | 982      | 108        | 0        | 10359 |
| 2015 | 18       | 774      | 1950     | 2042     | 2074     | 1987     | 937      | 108        | 0        | 9890  |

### 愛滋病
成人感染率：
- 0.1%（2003年）

感染人數：
- 2,600（2003年）

死亡人數：
- 小於200（2003年）

### 入息
2005年7月，香港家庭住戶每月入息中位數估計為15,700港元。
| 住戶每月入息 （港元） | 佔住戶總數百分比 |
| 4,000以下             | 8.5%             |
| 4,000-5,999           | 6.3%             |
| 6,000-7,999           | 7.4%             |
| 8,000-9,999           | 7.6%             |
| 10,000-14,999         | 16.6%            |
| 15,000-19,999         | 12.9%            |
| 20,000-29,999         | 17.1%            |
| 30,000-39,999         | 9.2%             |
| 40,000及以上          | 12.4%            |

### 勞動人口
2013年，香港總勞動人口為385.9萬人。:12
| 行業                                 | 1961年    | 1961年    | 1971年    | 1971年    | 1981年    | 1981年    | 1991年    | 1991年    | 2001年    | 2001年    | 2011年    | 2011年    |
| 行業                                 | 人數      | %         | 人數      | %         | 人數      | %         | 人數      | %         | 人數      | %         | 人數      | %         |
| ------------------------------------ | --------- | --------- | --------- | --------- | --------- | --------- | --------- | --------- | --------- | --------- | --------- | --------- |
| 農林漁牧業                           | 87,581    | 7.4       | 62,975    | 4.0       | 47,004    | 2.0       | 27,269    | 1.0       | 12,999    | 0.4       | 7,412     | 0.2       |
| 採礦及採石業                         | 8,869     | 0.7       | 4,518     | 0.3       | 1,556     | 0.1       | 882       |           | 371       |           | 190       |           |
| 製造業                               | 512,438   | 43.0      | 755,534   | 47.7      | 990,365   | 41.2      | 768,121   | 28.3      | 400,952   | 12.3      | 170,797   | 4.8       |
| 建造業                               | 58,209    | 4.9       | 83,158    | 5.3       | 185,999   | 7.7       | 187,851   | 6.9       | 247,883   | 7.6       | 275,517   | 7.8       |
| 電力、燃氣及水務業                   | 12,617    | 1.1       | 8,870     | 0.6       | 14,669    | 0.6       | 18,464    | 0.7       | 16,639    | 0.5       | 15,660    | 0.4       |
| 批發、零售、進出口貿易、飲食及酒店業 | 171,206   | 14.4      | 253,925   | 16.0      | 461,489   | 19.2      | 611,386   | 22.5      | 852,619   | 26.2      | 1,067,763 | 30.1      |
| 運輸、倉庫及通訊業                   | 86,740    | 7.3       | 114,722   | 7.2       | 181,368   | 7.5       | 265,686   | 9.8       | 366,312   | 11.3      | 376,065   | 10.6      |
| 金融、保險、地產及商用服務業         | 19,164    | 1.6       | 41,072    | 2.6       | 115,870   | 4.8       | 287,168   | 10.6      | 522,822   | 16.1      | 620,486   | 17.5      |
| 社區、社會及個人服務業               | 217,647   | 18.3      | 233,359   | 14.7      | 375,703   | 15.6      | 539,123   | 19.9      | 829,720   | 25.5      | 1,013,859 | 28.6      |
| 不能分類行業                         | 16,628    | 1.4       | 24,716    | 1.6       | 30,044    | 1.2       | 9,153     | 0.3       | 2,389     | 0.1       | 32        |           |
| 總計                                 | 1,191,099 | 1,191,099 | 1,582,849 | 1,582,849 | 2,404,067 | 2,404,067 | 2,715,103 | 2,715,103 | 3,252,706 | 3,252,706 | 3,547,781 | 3,547,781 |

### 房屋類型
截至2014年9月，在陸上非住院人口中，29.2%居住於公營租住房屋，14.7%居住於資助出售單位，56.1%居住於私人永久性房屋。:31
| 屋宇單位類型             | 1971年  | 1971年  | 1981年    | 1981年    | 1991年    | 1991年    | 2001年    | 2001年    | 2011年    | 2011年    |
| 屋宇單位類型             | 單位數  | %       | 單位數    | %         | 單位數    | %         | 單位數    | %         | 單位數    | %         |
| ------------------------ | ------- | ------- | --------- | --------- | --------- | --------- | --------- | --------- | --------- | --------- |
| 公營租住房屋單位         | 260,031 | 39.7    | 404,159   | 38.1      | 574,891   | 38.1      | 624,349   | 31.0      | 722,161   | 30.3      |
| 資助出售單位             | 不適用  |         | 7,356     | 0.7       | 115,718   | 7.7       | 320,039   | 15.9      | 379,002   | 15.9      |
| 私人住宅樓宇單位         | 260,800 | 39.8    | 421,577   | 39.7      | 628,230   | 41.7      | 886,032   | 44.0      | 1,077,123 | 45.2      |
| 別墅、平房、新型村屋     | 7,214   | 1.1     | 22,708    | 2.1       | 49,969    | 3.3       | 98,590    | 4.9       | 125,669   | 5.3       |
| 簡易磚石造建築、傳統村屋 | 49,876  | 7.6     | 50,424    | 4.8       | 31,106    | 2.1       | 22,793    | 1.1       | 22,472    | 0.9       |
| 其他永久性房屋           | 10,551  | 1.6     | 48,379    | 4.6       | 44,222    | 2.9       | 37,273    | 1.9       | 36,118    | 1.5       |
| 臨時屋宇單位             | 66,338  | 10.1    | 106,483   | 10.0      | 63,861    | 4.2       | 24,381    | 1.2       | 18,141    | 0.8       |
| 總計                     | 654,810 | 654,810 | 1,061,086 | 1,061,086 | 1,507,997 | 1,507,997 | 2,013,457 | 2,013,457 | 2,380,686 | 2,380,686 |

## 參看
- 中國人口
- 香港移民潮
- 香港回流潮
- 香港人口普查
- 雙非孕婦及雙非嬰兒
- 健康壽命（英语：Healthy Life Years）（又譯作健康生命年）

### 內文腳註
1. ↑  在日常用語中「香港人」多是指華人 （页面存档备份，存于），香港華人一般是代指漢族。
2. ↑  .   [2012-10-10]. （原始内容存档于2013-12-14）. （页面存档备份，存于）
3. 1 2 3 4 5 6 7  香港特別行政區政府. 香港特別行政區政府統計處 , 编.  2015年編訂. 香港: 政府物流服務署. 2015年2月.
4. 1 2  政府統計處人口統計組 (编). . 香港: 香港特別行政區政府統計處. 2015-02-17  [2015-03-19]. （原始内容存档于2015-04-16）. 在2011年6至8月期間的人口普查提供一個基準，用作修訂自2006年中期人口統計以來編製的人口數字。由2006年年底至2011年年中的人口數字已作出相應修訂 （页面存档备份，存于）
5. ↑  HKGOV. .   [2021-07-01]. （原始内容存档于2021-09-22）. （页面存档备份，存于）
6. ↑  . 蘋果日報. 2014-08-12  [2014-08-12]. （原始内容存档于2014-08-14） （中文（香港））. （页面存档备份，存于）
7. ↑  香港房屋委員會居者有其屋計劃屋苑資料  （页面存档备份，存于） .   [2017-06-08]. （原始内容存档于2010-08-14）. （页面存档备份，存于），而該批住戶人口按注釋35的資料佔香港人口約20%
8. 1 2  . www.censtatd.gov.hk.   [2022-12-31]. （原始内容存档于2021-10-02）. （页面存档备份，存于）
9. ↑  . www.censtatd.gov.hk.   [2023-01-16]. （原始内容存档于2023-04-09）. （页面存档备份，存于）
10. ↑  . BossMind. 2022-08-12  [2022-08-12]. （原始内容存档于2022-11-06） （中文）. （页面存档备份，存于）
11. ↑  . 2023-02-17  [2023-02-17]. （原始内容存档于2023-04-05） （中文）. （页面存档备份，存于）
12. ↑  . 政府統計處. 2024-08-15.
13. ↑  Registrar General's Office, "Hong Kong: Report on  the Census of the Colony of Hong Kong, 1931", Sessional Papers, No. 5/1931, pp. 87-197.
14. 1 2 3 4 5  Census and Statistics Department, "Hong Kong Population and Housing Census 1971 Main Report", Hong Kong: Government Printer, 1972.
15. 1 2 3 4 5 6  Census and Statistics Department, "Hong Kong 1991 Population Census Main Report", Hong Kong: Government Printer, 1993.
16. 1 2 3 4 5 6 7 8  政府統計處, "香港2001年人口普查 - 主要報告", 香港, 2002.
17. 1 2 3 4 5 6 7 8  政府統計處, "香港2011年人口普查 - 主要報告", 香港, 2012.
18. ↑   (PDF).   [2012-04-24]. （原始内容 (PDF)存档于2017-07-22）. （页面存档备份，存于）
19. ↑  .   [2012-04-01]. （原始内容存档于2013-03-07）. （页面存档备份，存于）
20. ↑  .   [2013-08-03]. （原始内容存档于2013-01-25）. （页面存档备份，存于）
21. 1 2  .   [2012-05-15]. （原始内容存档于2013-03-14）. （页面存档备份，存于）
22. ↑  .   [2013-04-22]. （原始内容存档于2013-12-08）. （页面存档备份，存于）
23. 1 2  .   [2013-04-22]. （原始内容存档于2012-08-04）. （页面存档备份，存于）
24. ↑  .   [2013-04-22]. （原始内容存档于2013-05-13）. （页面存档备份，存于）
25. ↑  .   [2013-04-22]. （原始内容存档于2013-05-07）. （页面存档备份，存于）
26. ↑  .   [2013-04-22]. （原始内容存档于2014-08-22）. （页面存档备份，存于）
27. ↑  . 香港特別行政區政府統計處. 2013-04-22.[]
28. ↑  .   [2013-04-22]. （原始内容存档于2014-01-09）. （页面存档备份，存于）
29. ↑  .   [2013-04-22]. （原始内容存档于2014-01-09）. （页面存档备份，存于）
30. ↑  .   [2013-04-22]. （原始内容存档于2014-01-09）. （页面存档备份，存于）
31. ↑  .   [2013-04-22]. （原始内容存档于2014-01-09）. （页面存档备份，存于）
32. ↑  .   [2013-04-09]. （原始内容存档于2013-12-06）. （页面存档备份，存于）
33. ↑  .   [2013-04-08]. （原始内容存档于2013-03-05）. （页面存档备份，存于）
34. ↑  .   [2013-04-09]. （原始内容存档于2017-05-16）. （页面存档备份，存于）
35. ↑  .   [2013-05-03]. （原始内容存档于2013-05-07）. （页面存档备份，存于）
36. ↑  郭曉樂; 周依露. . 東方日報 (香港). 2013-04-15  [2023-04-04]. （原始内容存档于2020-04-26）. （页面存档备份，存于）
37. ↑  .   [2013-04-09]. （原始内容存档于2014-01-09）. （页面存档备份，存于）
38. ↑   (PDF).   [2012-04-24]. （原始内容存档 (PDF)于2010-11-13）. （页面存档备份，存于）
39. ↑  .   [2012-09-10]. （原始内容存档于2013-02-07）. （页面存档备份，存于）
40. ↑  .   [2012-09-07]. （原始内容存档于2014-01-09）. （页面存档备份，存于）
41. ↑  .   [2012-06-19]. （原始内容存档于2009-09-20）. （页面存档备份，存于）
42. ↑  . 土地正義聯盟.   [2012-09-13]. （原始内容存档于2016-01-05）. （页面存档备份，存于）
43. ↑  .   [2012-05-20]. （原始内容存档于2013-03-14）. （页面存档备份，存于）
44. ↑  . 信報論壇.
45. ↑  .   [2012-01-31]. （原始内容存档于2014-01-09）. （页面存档备份，存于）
46. ↑  . Yahoo 新聞香港. 2012-04-29  [2012-04-29]. （原始内容存档于2012-05-02）. （页面存档备份，存于）
47. ↑  .   [2012-06-27]. （原始内容存档于2014-01-09）. （页面存档备份，存于）
48. ↑  .   [2012-07-01]. （原始内容存档于2014-01-09）. （页面存档备份，存于）
49. 1 2 3  http://www.singpao.com/yl/czjt/201203/t20120322_342006.html%5B%5D
50. ↑  . 大紀元 www.epochtimes.com. 2011-12-25  [2012-04-24]. （原始内容存档于2013-03-14）. （页面存档备份，存于）
51. ↑  http://source.takungpao.com/news/content/2012-06/08/content_412319.htm%5B%5D
52. ↑  .   [2020-09-22]. （原始内容存档于2016-03-13）. （页面存档备份，存于）
53. ↑  .   [2012-09-24]. （原始内容存档于2012-09-27）. （页面存档备份，存于）
54. ↑  .   [2012-04-23]. （原始内容存档于2013-03-14）. （页面存档备份，存于）
55. ↑  . 太陽報.   [2012-07-05]. （原始内容存档于2012-04-01）. （页面存档备份，存于）
56. ↑  .   [2012-06-28]. （原始内容存档于2014-01-09）. （页面存档备份，存于）
57. ↑  .   [2012-07-01]. （原始内容存档于2012-06-25）. （页面存档备份，存于）
58. ↑  .   [2012-07-01]. （原始内容存档于2014-01-09）. （页面存档备份，存于）
59. ↑  .   [2012-07-01]. （原始内容存档于2012-09-05）. （页面存档备份，存于）
60. ↑  . 2012-02-11  [2012-06-25]. （原始内容存档于2016-04-11） –YouTube.
61. ↑  「反英抗暴」事件與沙頭角邊界衝突  作者:孫霄
62. ↑  .   [2012-03-26]. （原始内容存档于2014-01-09）. （页面存档备份，存于）
63. ↑  .   [2012-07-05]. （原始内容存档于2014-01-09）. （页面存档备份，存于）
64. ↑   (PDF).   [2012-08-01]. （原始内容存档 (PDF)于2013-03-14）. （页面存档备份，存于）
65. ↑  .   [2012-10-11]. （原始内容存档于2012-01-04）. （页面存档备份，存于）
66. ↑  李培德《香港的福建商會和福建商人網絡》
67. ↑  . 鄉里勁Buy 福建燉湯手打麵 - 頭條日報 頭條網.   [2012-05-17]. （原始内容存档于2013-02-07）. （页面存档备份，存于）
68. ↑  .   [2012-05-21]. （原始内容存档于2013-02-06）. （页面存档备份，存于）
69. ↑  .   [2012-05-17]. （原始内容存档于2013-02-07）. （页面存档备份，存于）
70. ↑  .   [2012-08-24]. （原始内容存档于2013-03-14）. （页面存档备份，存于）
71. ↑  東方日報-許榮茂售香港山頂豪宅-09年11月20日
72. ↑  .   [2012-08-24]. （原始内容存档于2012-06-17）. （页面存档备份，存于）
73. ↑  .   [2012-05-09]. （原始内容存档于2012-05-07）. （页面存档备份，存于）
74. ↑  .   [2012年9月11日]. （原始内容存档于2013年3月14日）. （页面存档备份，存于）
75. ↑  .   [2012年11月11日]. （原始内容存档于2014年8月18日）. （页面存档备份，存于）
76. ↑  . archive.is.   [2012-04-22]. （原始内容存档于2012-07-10）. Archive.today的存檔，存档日期2012-07-10
77. ↑  .   [2012-05-20]. （原始内容存档于2013-03-14）. （页面存档备份，存于）
78. ↑  .[永久]
79. ↑  .   [2012-09-24]. （原始内容存档于2012-09-14）. （页面存档备份，存于）
80. ↑  .   [2012-09-27]. （原始内容存档于2010-08-05）. （页面存档备份，存于）
81. ↑  .   [2012-04-24]. （原始内容存档于2009-08-14）. （页面存档备份，存于）
82. ↑  . Apple Daily 蘋果日報.[]
83. ↑  .   [2012-02-23]. （原始内容存档于2013-03-14）. （页面存档备份，存于）
84. ↑  .   [2015-10-27]. （原始内容存档于2016-01-05）. （页面存档备份，存于）
85. ↑  .   [2012-02-23]. （原始内容存档于2016-03-04）. （页面存档备份，存于）
86. ↑  .   [2012-03-26]. （原始内容存档于2011-08-22）. （页面存档备份，存于）
87. ↑  .   [2012年7月16日]. （原始内容存档于2012年7月17日）. （页面存档备份，存于）
88. ↑  www.oeeee.com. .   [2012-07-16]. （原始内容存档于2012-08-09）. （页面存档备份，存于）
89. ↑  .   [2012-08-24]. （原始内容存档于2012-08-22）. （页面存档备份，存于）
90. ↑  [永久]
91. ↑  . 蛋花儿.   [2012-05-23]. （原始内容存档于2012-06-26）. （页面存档备份，存于）
92. ↑  . Yahoo.   [2012-05-23]. （原始内容存档于2013-03-14）. （页面存档备份，存于）
93. ↑  .   [2012-05-22]. （原始内容存档于2012-06-03）. （页面存档备份，存于）
94. ↑  .   [2012-07-16]. （原始内容存档于2013-03-09）. （页面存档备份，存于）
95. ↑  .   [2012-10-17]. （原始内容存档于2020-08-22）. （页面存档备份，存于）
96. ↑  .   [2012-06-01]. （原始内容存档于2012-06-04）. （页面存档备份，存于）
97. ↑   (PDF).   [2012-06-02]. （原始内容存档 (PDF)于2014-01-09）. （页面存档备份，存于）
98. ↑  . 2012-05-20  [2012-06-29]. （原始内容存档于2014-06-23） –YouTube.
99. ↑  .   [2012-06-29]. （原始内容存档于2012-05-26）. （页面存档备份，存于）
100. ↑  . 2012-01-14  [2012-06-29]. （原始内容存档于2014-06-23） –YouTube.
101. ↑  .   [2012-06-29]. （原始内容存档于2013-03-14）. （页面存档备份，存于）
102. ↑  . 2012-05-18  [2012-07-16]. （原始内容存档于2014-06-23） –YouTube.
103. ↑  .   [2012-09-14]. （原始内容存档于2014-01-09）. （页面存档备份，存于）
104. ↑  . Yahoo 新聞香港. 2012-08-20  [2012-09-14]. （原始内容存档于2013-03-14）. （页面存档备份，存于）
105. ↑  .   [2012-07-16]. （原始内容存档于2019-05-02）. （页面存档备份，存于）
106. ↑  [永久]
107. ↑  2485. .   [2012-04-02]. （原始内容存档于2012-01-04）. （页面存档备份，存于）
108. ↑  .   [2012-01-30]. （原始内容存档于2019-05-02）. （页面存档备份，存于）
109. ↑  . 太陽報.   [2012-05-26]. （原始内容存档于2012-06-11）. （页面存档备份，存于）
110. ↑  .   [2012-04-20]. （原始内容存档于2012-04-23）. （页面存档备份，存于）
111. ↑  .   [2012-04-07]. （原始内容存档于2012-04-08）. （页面存档备份，存于）
112. ↑  . archive.is.   [2017-06-08]. （原始内容存档于2012-07-10）. Archive.today的存檔，存档日期2012-07-10
113. ↑  . Apple Daily 蘋果日報.
114. ↑  .   [2012-04-06]. （原始内容存档于2012-04-07）. （页面存档备份，存于）
115. ↑  . Apple Daily 蘋果日報.
116. ↑  .   [2012-04-24]. （原始内容存档于2012-02-04）. （页面存档备份，存于）
117. 1 2  施漢榮. . 香港教育圖書公司. 1996年: 頁55–56. ISBN 962-290-972-8.
118. ↑  香港政府民政署中文公事管理局 (编). . 香港. 1977: 183 （中文（繁體））.
119. ↑  . 香港社區組織協會. 10月14日  [2008-10-14]. （原始内容存档于2010-06-11）.  （页面存档备份，存于）
120. ↑  引述自《健力士世界紀錄大全》，見香港立法會：2005年10月28日會議記錄 （页面存档备份，存于） 第381頁（李柱銘議員發言）、2006年1月11日會議記錄 （页面存档备份，存于） 第2443頁（馬力議員發言）等
121. 1 2  團結香港基金.  (PDF). 土地房屋政策倡議系列3 土地規劃的不足：住得細、造得少、估得低 (www.ourhkfoundation.org.hk). 2018年  [2018-04-19]. （原始内容存档 (PDF)于2018-04-20）. （页面存档备份，存于）
122. ↑  . 政府統計處.   [2023-07-13]. （原始内容存档于2023-07-14）. （页面存档备份，存于）
123. ↑   (PDF). 政府統計處. 1972-6-1  [2023-07-13]. （原始内容存档 (PDF)于2023-07-14）.  （页面存档备份，存于）
124. ↑  《醫管局大會通過建議確保本地孕婦優先使用產科服務》 （页面存档备份，存于），2012年4月26日。
125. ↑  https://www.censtatd.gov.hk/tc/web_table.html?id=115-01011
126. ↑  .   [2015-03-19]. （原始内容存档于2015-04-16）. （页面存档备份，存于）
127. ↑  (www.gov.hk), GovHK. .   [2010-09-20]. （原始内容存档于2010-10-07）. （页面存档备份，存于）
128. ↑  政府統計處, "2016年香港中期人口統計", 香港, 2017.
129. ↑  .   [2020-07-03]. （原始内容存档于2020-07-03）. （页面存档备份，存于）
130. 1 2 3  . World Bank Open Data.   [2025-05-30].
131. 1 2 3  . api.worldbank.org.   [2025-05-30]. （原始内容存档于2025-05-05）.
132. ↑  .   [2022-08-16]. （原始内容存档于2022-11-06）. （页面存档备份，存于）
133. ↑  政府統計處統計報告《香港的女性及男性 主要統計數字 2016年版 》 （页面存档备份，存于） 第2頁指「性別比率（按每千名女
性計算的男性人數）持續下降......這是由於大量中國大陸女性單程通行證持有人來港與丈夫團聚，以及為數不少的女性外籍家庭傭工來港工作。在撇除外籍家庭傭工後的統計數字顯示，性別比率的跌幅明顯減少......」
134. ↑  .   [2022-10-14]. （原始内容存档于2022-07-31）. （页面存档备份，存于），《香港商報》，2022年7月31日
135. ↑  .   [2022-08-16]. （原始内容存档于2022-05-24） –香港特別行政區政府統計處. （页面存档备份，存于）
136. ↑  .   [2022-08-16].
137. ↑  政府統計處統計報告《香港的女性及男性 主要統計數字 2016年版》 （页面存档备份，存于），第1及3頁指「在1981年至2014年期間，活產女嬰數目均少於活產男嬰」、「每年活產女嬰數目一貫地較活產男嬰為少」，第12頁有較詳細資料
138. ↑  .   [2015-01-30]. （原始内容存档于2015-05-10）. （页面存档备份，存于）
139. ↑  男女失衡加劇「中女」多「中佬」近兩成 （页面存档备份，存于），香港《蘋果日報》，2014年7月31日 （報導第一、二段，先後忽略了已婚人士、外傭人數的影嚮）
140. ↑  .   [2015-01-30]. （原始内容存档于2014-10-27）. （页面存档备份，存于）
141. ↑  .   [2015-01-30]. （原始内容存档于2014-08-04）. （页面存档备份，存于）
142. ↑  女多男少 1000港女僅得935港男　港女嫁內地漢數字趨升 （页面存档备份，存于），香港《明報》，2015年7月30日 （報導忽略了已婚人士及長者人數的影嚮）
143. ↑  女多男少 港女北上覓郎君創新高 （页面存档备份，存于），香港《巴士的報》，2015年7月31日 （報導忽略了已婚人士及長者人數的影嚮）
144. ↑  統計處指男女比例持續失衡 6,700港女去年北嫁 （页面存档备份，存于），香港《蘋果日報》，2013年7月26日 （報導忽略了已婚人士及長者人數的影嚮，並單方面強調未婚女性92萬人，但對未婚男性99萬人，卻相對低調。且一面引述上述明顯男多女少的數據，一面卻強調「女多男少」、「剩女」等，明顯矛盾）
145. ↑  盛女人數直逼17萬 3字頭港女3個1未嫁 （页面存档备份，存于），香港《晴報》，2014年8月1日 （報導忽略了外傭人數的影嚮，並單方面強調2013年30至39歲未婚女性168,000人，但對同年同年齡層未婚男性193,100人，卻相對低調，只在圖表中輕輕帶過。且一面引述上述明顯男多女少的數據，一面卻多次強調「男少女多」、「盛女」等，明顯矛盾）
146. ↑  陰盛陽衰加劇　港女嫁內地男較80年代增10倍 （页面存档备份，存于），香港《on.cc東網》，2015年7月31日 （標題及內文首段，反覆強調「陰盛陽衰」、「女多男少」（但這是包括了外傭、已婚人士、長者的整體人口數據）、「港男供不應求」等；但對婚戀市場主角男多女少的數據：「不包括外籍家庭傭工......19.1萬名30至39歲男性從未結婚，女性有16.6萬多人」，卻相對低調，僅在內文輕輕帶過。而且一方面引述這個明顯男多女少的數據，一方面卻反覆強調「陰盛陽衰」、「女多男少」、「港男供不應求」等，明顯矛盾）
147. ↑  單身適婚男女不是「陰盛陽衰」 （页面存档备份，存于），香港《招職》，2006年7月18日
148. ↑  .   [2015-01-30]. （原始内容存档于2015-01-06）. （页面存档备份，存于）
149. ↑  港適婚人口女多男少嗎？ 主要適婚人口男多女少 （页面存档备份，存于），《香港商報》，2009年10月7日 ]
150. ↑  港女難嫁非因女多男少 適婚年齡組別男多女少 （页面存档备份，存于），《香港商報》，2010年8月4日
151. ↑  .   [2015-01-30]. （原始内容存档于2015-01-23）. （页面存档备份，存于）
152. ↑  本港剩男多過剩女 （页面存档备份，存于），香港《蘋果日報》，2015年1月16日
153. ↑  港盛女多　寡佬更多 （页面存档备份，存于），香港《蘋果日報》，2015年11月1日
154. ↑  本表資料來源參考：2001年、2006年及2011年按國籍劃分的人口 (A105) （页面存档备份，存于）
155. ↑  . www.info.gov.hk.   [2020-11-15]. （原始内容存档于2018-10-28）. （页面存档备份，存于）